# シネマコンプレックス

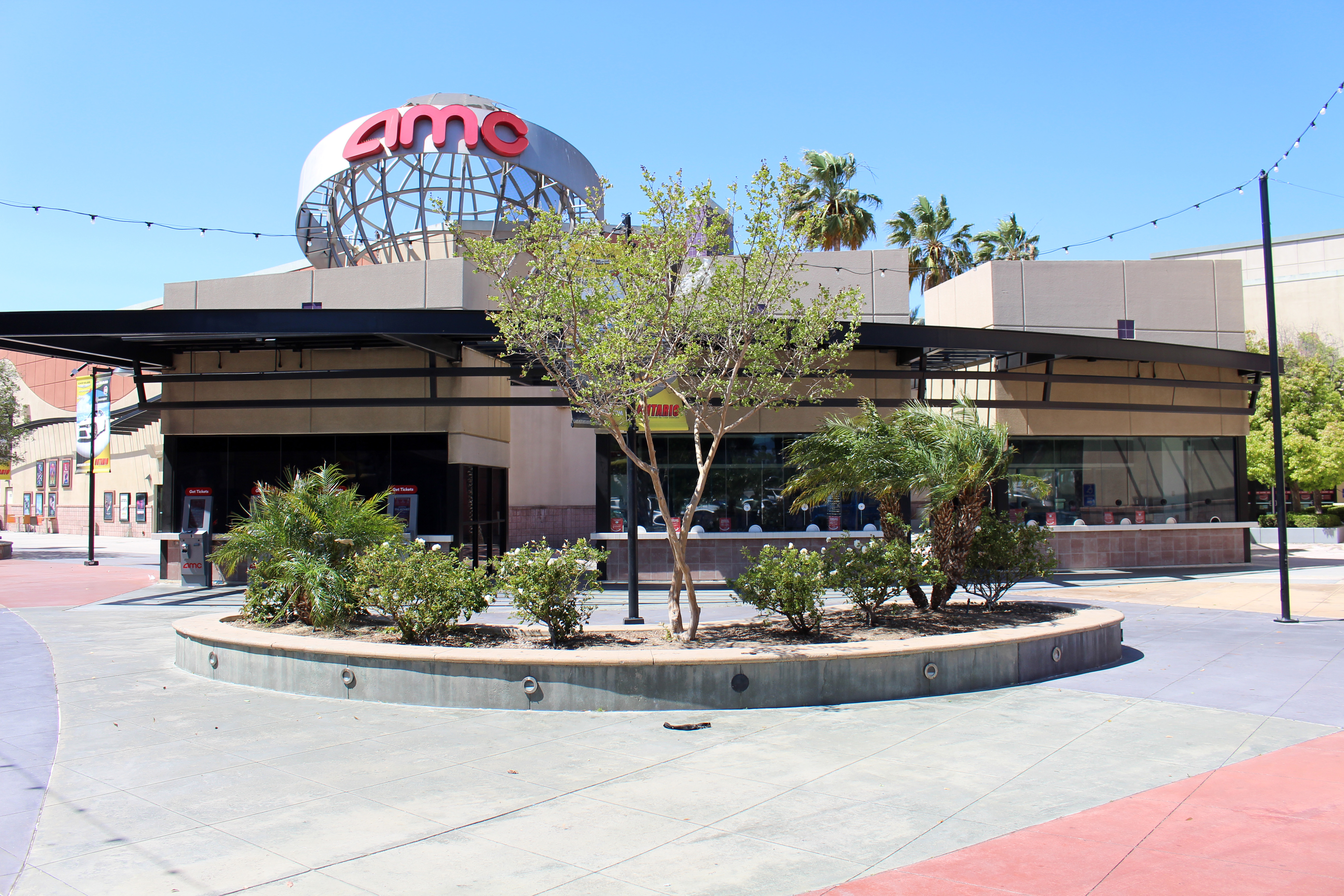
アメリカ合衆国カリフォルニア州オンタリオにあるシネマコンプレックスの一例（AMCシアターズ）

シネマコンプレックス（英語: cinema complex）は、同一の施設に複数のスクリーンがある映画館である。シネコン、複合映画館とも呼ばれる。

## 概要
モデルは北米発祥のマルチプレックス (multiplex) またはシネプレックス (cineplex) と呼ばれる映画館である。劇場構造はそれに準じた作りになっており、ロビー、チケット売場、売店、映写室等の設備を複数のスクリーンで共有している。
世界的に見るとメガプレックス (megaplex) と呼ばれる20スクリーン以上の例もある。最多の上映スクリーン数はアメリカカリフォルニア州のAMCオンタリオミルズ30（約5700席、1996年12月13日開館）などの30スクリーンで、座席数はスペインマドリードのキネポリスマドリード（25スクリーン、約9200席）が最も多い。
日本国内の場合、5スクリーンから多くても13スクリーン、基本的には7スクリーンから10スクリーンを1つの映画館内に集約していることが多く、国内最多の上映スクリーン数を有するユナイテッド・シネマ豊橋18ですら18スクリーンである。これは、日本の主要な映画配給チェーンが13しかないため、メジャー作品はおおよそ14作品以上同時に配給されない事情によるものである。
各スクリーンの客席数は80 - 500席程度で、大小組み合わせることが多く、集客力の見込める作品は客席数の多いスクリーンで上映し、封切りから時間の経った作品や、集客力の落ちた作品は客席数の少ないスクリーンで上映する方式をとる。ただし、作品を抱き合わせた2 - 3本立てでの興行は通常は行われず、完全入替制を採用しているため、単一または複数の作品を退場せずに連続して見ることはできない。
大抵の場合、ショッピングセンターやスーパーマーケットのテナントとして運営されている。これは、ショッピングセンターとシネマコンプレックスの双方の集客効果を狙ったものである。また、ショッピングセンターの駐車場が利用出来るため、シネマコンプレックスは自動車で来場する客層の取り込みに成功した。
その為、日本で現代型のシネマコンプレックスが登場した1990年代頃は基本的にロードサイド店舗に設置されることが多かったが、2000年代に入ってからは従来のロードショー館を置き換える形で繁華街に作られることも多くなってきた。シネマコンプレックスの登場に伴い、1億2千万人前後で推移していた日本の映画人口は、1億6千万人以上にまで回復した。一方で、2001年以降はシネマコンプレックスが増加しているにもかかわらず、映画人口は横ばいとなっているため、飽和状態になっているとも言われている。
なお、本項では慣例に基づき映画館（施設）内に設置された上映室を「スクリーン」と記述する。また、単一または複数のスクリーンを包括する映画館を「サイト」と記述する。

## 特徴

### 定義
シネマコンプレックスについて法令等での明確な定義はなく、統計や書籍によって条件が異なっている。
例えば、通商産業省が1998年（平成10年）にまとめた『映像産業活性化研究会報告書』では、
1. 6以上のスクリーンを有する、
2. 3以上のスクリーンを共有する映写室がある、
3. チケット販売窓口やロビー等を共有する、
4. 総入れ替え制を採用して立ち見なし

と定義されている。
また、日本映画製作者連盟が毎年1月に発表する日本映画産業統計では、
- 同一運営組織が同一所在地に5スクリーン以上集積して名称の統一性（1、2、3…、A、B、C…等）をもって運営している映画館

とされている。
このように様々な定義があるが、おおよそ共通する条件として下記のようなものが挙げられる。
1. 複数のスクリーン（5以上）を同一の施設内に集約していること。
2. ロビーや売店、チケット売場、入口（もぎり）、映写室等を複数のスクリーンで共有していること。
3. 映画館としての名称は1つであるか、もしくは複数のスクリーンで統一性を持っていること。
4. 完全入替制を採用し、定員制か全席指定席制を併用することで立ち見がないこと。

なお、シネマコンプレックスという言葉自体は1980年代から使用されており、1990年代前半までは複数のスクリーンを持つことだけを条件にシネマコンプレックスとしていた。1990年代後半以降、マルチプレックスと同義とみなされるようになり、前述のような定義で使われることが多くなってきている。そのため、本項でも歴史的な記述を除きそれに従って述べる。

### 従来館との相違点

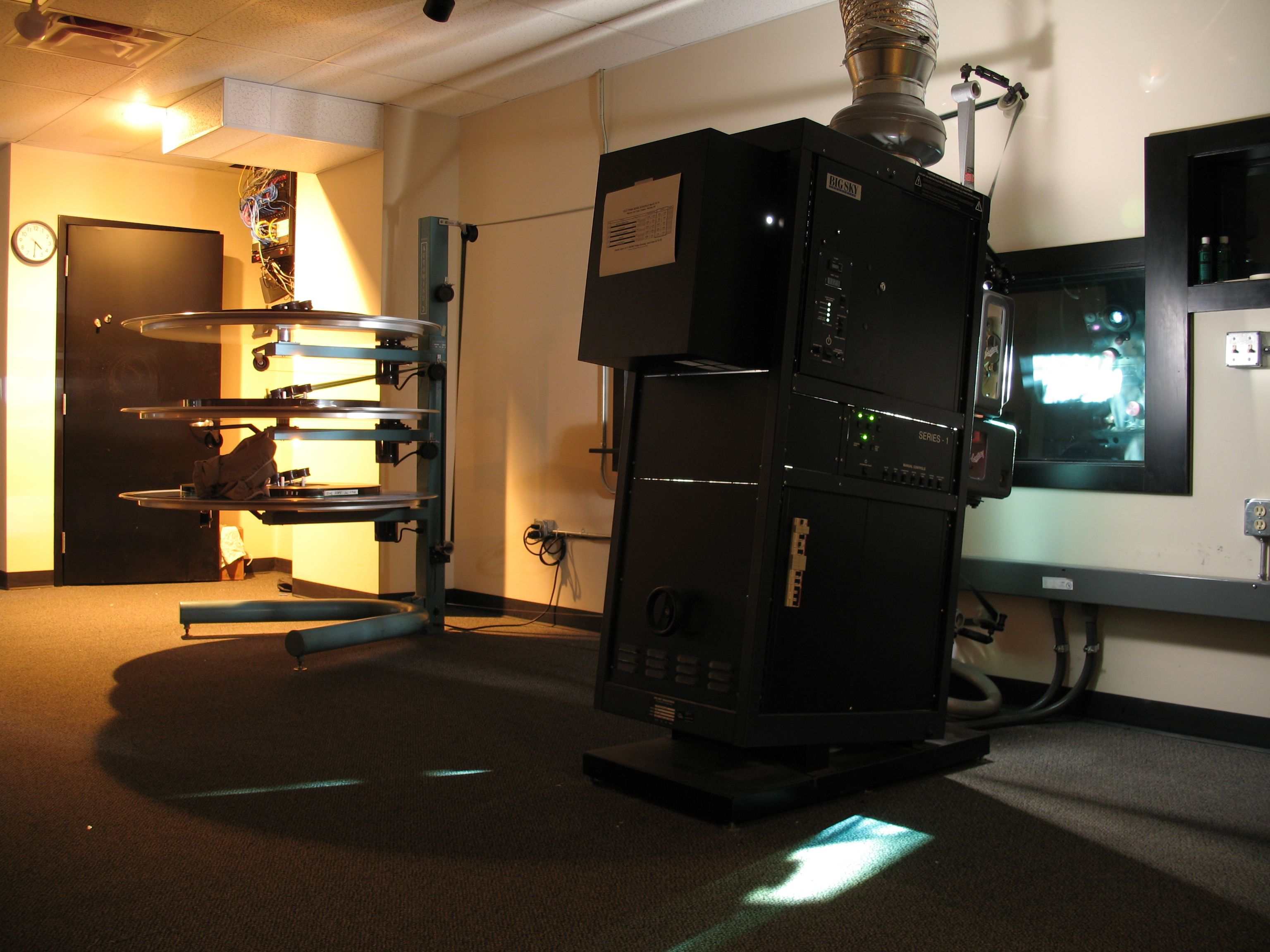
シネマコンプレックスで多かったノンリワインド映写機の例

シネマコンプレックスは、前述の定義以外にも従来の劇場と比べて次のように異なる点がある。ただし以下に挙げる事項は、全てのシネマコンプレックスに当てはまるものではない。逆に、従来館でもこれらの特徴を取り入れた例もある。
劇場構造
従来館に比べて、劇場の床の傾斜が大きいスタジアムシートを採用している。
また従来館では、劇場の扉を二重扉にして遮光をすることが多かったが、シネマコンプレックスでは扉の前に壁を設けたり、扉をスクリーンに対して垂直に設置したりして遮光をしている。二重扉の場合、2つの扉が同時に開くとスクリーンに余計な光が入ることがあるが、シネマコンプレックスの構造だと、どのような場合でもスクリーンに余計な光が届くことがない。
これらの構造と全席座席指定を採用することにより、シネマコンプレックスでは快適性を謳っている。なお、地域の火災予防条例やバリアフリー関連の制約により、異なる構造のシネマコンプレックスもある。
収益構造
従来館の場合、入場料収入を主な収入源としているが、シネマコンプレックスは入場料だけでなく、飲食物にも収入源としてのウェイトを置いている。具体的には飲食物の客単価が従来館は152円程度である一方、シネマコンプレックスは250円程度と1.6倍以上に見積もっている。
そのため、従来館では市販の菓子類を販売し、飲食物の持ち込み制限も緩やかな場合が多かったが、シネマコンプレックスでは、できたてのポップコーンやチュロス、お菓子の量り売りなど、市販の菓子とは差別化できる物を販売しており、シネマコンプレックス以外の飲食物持ち込みが禁止されている。また、座席にカップホルダーを設置し、売り上げ向上を図っている。
上映設備
従来の映画館は映写機2台を自動で切り替える全自動映写機を採用することが多かった。
それに対し、シネマコンプレックスは映写機1台で上映を行うノンリワインド映写機を採用する場合が多かった。シネマコンプレックスの場合、立ち見を許していないため、1スクリーンの座席数以上の集客が見込める上映作品では入場できない観客が出る恐れがある。そこで、複数スクリーンで1つのフィルムを同時上映する「インターロック」と呼ばれる仕組みが採用された。インターロック上映に対応しているのがノンリワインド映写機だったため、シネマコンプレックスでの採用が多くなったと考えられる。現在は、デジタルシネマプロジェクターが普及したため、このようなノンリワインド映写機を設置していない劇場も多い。
上映スケジュールレイトショーは従来、週末や特別興行のみに行われていたが、シネマコンプレックスでは年間を通して行っている場合が多い。
従来館の場合、駐車場が設けられていないこともしばしばあった上に、繁華街に建設されることが多かった。そのため、終電による公共交通機関の運行時間帯を超える深夜上映スケジュールは、編成しづらい環境であった。しかし、シネマコンプレックスはショッピングセンターとしての駐車場が併設されており、また、郊外にあり利用客の住居に近い立地でもある。そこで、終電の時間に縛られない上映時間の設定を行うようになった。

## 現状
日本国内の映画館のスクリーン数に占めるシネマコンプレックスの割合は、日本映画製作者連盟がシネコンのスクリーン数を別途記載するようになった2000年時点では4割強だった。2002年には5割を超え、2009年以降スクリーン数においてシネマコンプレックスは日本国内の映画館の8割以上を占めている。一方で、1993年のワーナー・マイカル・シネマズ海老名（現イオンシネマ海老名）の開業以降18年連続増加を続けていた日本国内のスクリーン数は、2011年には減少に転じた。1990年代において新しい手法であったシネマコンプレックスも目新しさをなくし、既に飽きられているという指摘もある。観客の映画館離れが深刻だとも言われており、商業施設の集客設備として開業していたシネマコンプレックスは曲がり角に差し掛かっていると言われたが、2019年3月発表時点で2011年から250スクリーン増加している。

### サイト数・スクリーン数
2020年12月末現在、日本の全映画館は581サイト、3,616スクリーン。うち、シネマコンプレックスは354サイト、3,192スクリーンである。日本で最も多くのスクリーンを運営する映画興行会社はイオングループ傘下の企業を統合したイオンエンターテイメントであり、同一ブランドのシネマコンプレックスとしてはイオンシネマが最も多い。一つの施設としてスクリーン数が最多なのは、愛知県豊橋市のホリデイ・スクエア内にあるユナイテッド・シネマ豊橋18（旧AMCホリデイ・スクエア18）で、18スクリーンを有する。
| シネマコンプレックス名称              | 運営企業                               | サイト数 | スクリーン数 | 備考                                                          |
| ------------------------------------- | -------------------------------------- | -------- | ------------ | ------------------------------------------------------------- |
| イオンシネマ                          | イオンエンターテイメント株式会社       | 95       | 815          | イオングループ。2013年3月にワーナー・マイカル・シネマズを統合 |
| TOHOシネマズ、他                      | TOHOシネマズ株式会社                   | 70       | 671          | 東宝系。提携館および同社運営主幹の共同事業のサイトを含む。    |
| （上記以外の東宝系）                  | 関西共栄興行株式会社                   | 1        | 5            | 東宝の完全子会社による運営サイト。                            |
| ユナイテッド・シネマ、 シネプレックス | ローソン・ユナイテッドシネマ株式会社   | 40       | 385          | ローソン傘下。                                                |
| MOVIX、他                             | 株式会社松竹マルチプレックスシアターズ | 23       | 243          | 松竹系。同社運営主幹の共同事業のサイトを含む。                |
| T・ジョイ                             | 株式会社ティ・ジョイ                   | 22       | 218          | 東映系。同社運営主幹の共同事業のサイトを含む。                |
| 109シネマズ                           | 株式会社東急レクリエーション           | 19       | 175          | 東急系。同社運営のムービルを含む。                            |
| シネマサンシャイン                    | 佐々木興業株式会社                     | 14       | 122          |                                                               |
| コロナシネマワールド                  | 株式会社コロナワールド                 | 10       | 102          |                                                               |

### 運営・経営

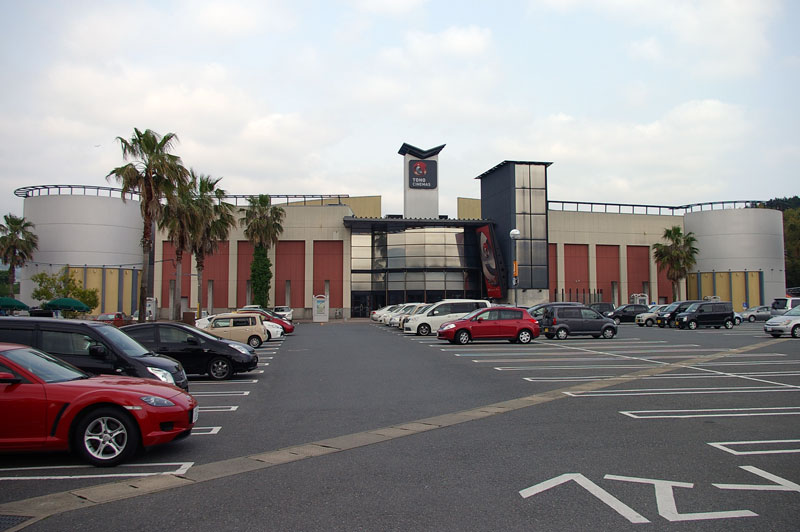
TOHOシネマズが撤退したトリアスのシネマコンプレックス（現ユナイテッド・シネマトリアス久山）

シネマコンプレックスを運営する各社の資本関係は大きく変わりつつある。2009年9月30日に松竹マルチプレックスシアターズの資本から三井物産が撤退し、松竹の完全子会社になった。2011年3月1日には同社に松竹が映画興行事業を移管した。これにより9大都市ロードショー館は松竹、ローカル館は松竹マルチプレックスシアターズと言う体制から他社と同様に全国を同一会社で運営することになった。2013年2月28日にはワーナー・マイカルからタイム・ワーナー（現ワーナー・ブラザース・ディスカバリー）グループが資本を撤退し、イオンの完全子会社となった。同年7月1日にはワーナー・マイカルを存続会社とし同じくイオンの完全子会社であるイオンシネマズを合併し、イオンエンターテイメントとなった。また、屋号もワーナー・マイカル・シネマズからイオンシネマに変更した。日本上陸当初は多くの外資系のシネマコンプレックスが存在していたが、これにより外資系資本は全て撤退したことになる。2012年3月9日にはユナイテッド・シネマが住友商事から投資会社のアドバンテッジパートナーズ傘下のユナイテッド・エンターテインメント・ホールディングス株式会社（以下、UEH）に売却された。2013年3月29日には角川シネプレックス株式会社が同じくUEHに売却され、同年6月1日にユナイテッド・シネマ株式会社を存続法人として合併した。これにより、ユナイテッド・シネマはイオンエンターテイメント、TOHOシネマズに続く第3位のスクリーン数を持つ興行会社となった。ユナイテッド・シネマはその後2014年8月にローソンがグループ内でプレイガイド（ローソンチケット）やCD・DVDソフト販売店（HMV）を運営しているローソンエンタテインメントの子会社を通じて株式を取得しローソングループの傘下となり、2024年3月1日に社名をローソン・ユナイテッドシネマ株式会社に改めている。
2001年以降、映画人口は1億6千万から7千万人程度でほぼ横這いの状態が続いている一方で、2010年までスクリーン数が増加し続けたこともあり、各社の経営状態は厳しくなった。各社はこれに対応するためオペレーションの見直しによる人件費の削減を行なっている他、家賃の見直しも進んでいる。
出店競争が激化していた時期は出店条件が吊り上がり、中小興行会社は出店出来ない状況が続いていた。一方、これらの時期に出店を進めた大手各社は固定費削減のため、2008年頃から家賃の値下げ交渉を進めた。ディベロッパー側の収益にも関わるため難しい交渉となっているが、シネマコンプレックスの初期の劇場は特に収益性が悪化しているため、場合によっては撤退も視野に入れて進めている。また、劇場の不動産自体をグループ会社が所有する企業にとってこの施策は不動産事業の収益悪化にもつながるため困難を極めた。この課題の解決のため、東宝の不動産経営部の専務である中川敬が2010年から2012年までTOHOシネマズの社長を兼務するなどの人事も見られた。
これらの見直しや後述する設備のデジタル化を見送り従来の興行会社が撤退した映画館では、集客のためにディベロッパー自身が事業主となって経営し、興行会社に運営委託する例も現れてきた。例えば、2010年1月31日に閉館したMOVIX六甲の跡地は神戸ファッションプラザが事業主となった。オーエスが番組編成業務を受託し、子会社のオーエス・シネブラザーズ株式会社が運営を行いシネウェーブ六甲として2010年7月31日に再開館した。また、2012年8月31日に閉館したTOHOシネマズトリアス久山の跡地はラサール不動産投資顧問株式会社が経営し、ユナイテッド・シネマが運営を受託し2013年3月1日に再開館した。ユナイテッド・シネマは同劇場をローコストオペレーションのモデルケースとしたいとしている。しかし、これらの経営も順風ではなく、シネウェーブ六甲は2011年11月30日に閉館している。

### サービス・設備

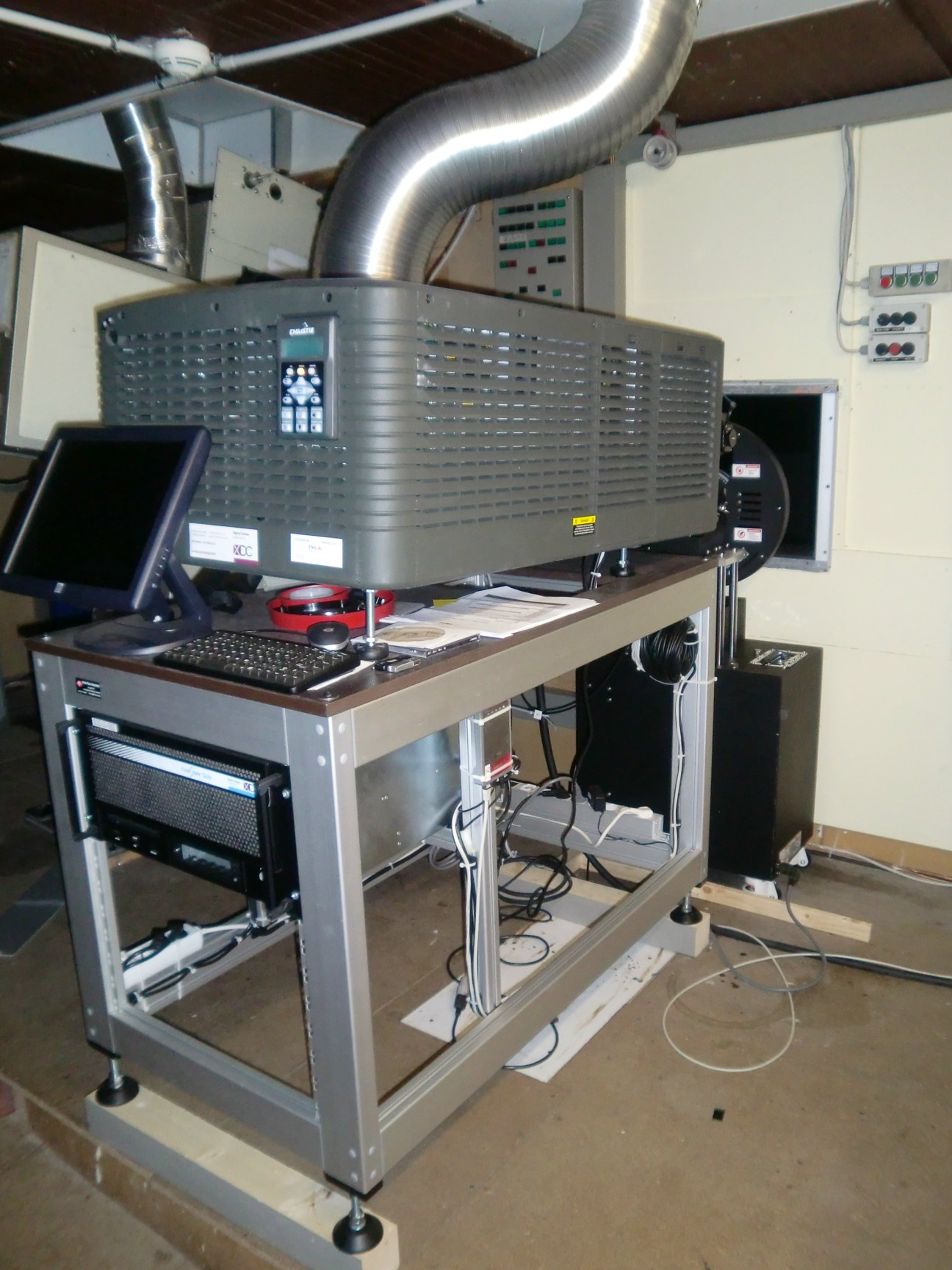
クリスティー社製のデジタルシネマプロジェクターの設置例

近年は前述のコスト削減のための見直しや、新たな観客獲得のための動きが見られている。また、急速にデジタルシネマが普及した。
コスト削減の例としてチケット販売の自動券売機化が進んでいる。TOHOシネマズでは2012年5月から6月にかけて自動券売機の導入を本格的にすすめた。また、ユナイテッド・シネマもトリアス久山に自動券売機を5台導入し、有人窓口は設置しない方向である。これにより効率化を図るとしている。しかし、前売券の取り扱いもあるため、完全な無人化は難しいのが課題となっている。その後、前売り券の多くがムビチケカードとなり、ウェブ予約と劇場での自動券売機の双方での使用が可能となっている。
新たな観客層獲得のため、試験的に鑑賞料金を変更する動きも見られる。ワーナー・マイカルは2010年1月9日から4月9日まで海老名と釧路の2サイトで1000円均一とした。しかし、従来の契約のままだと値下げにより配収が減少する可能性がある。結果、配給契約の条件が折り合わず『ラブリーボーン』や『LIAR GAME ザ・ファイナルステージ』が上映中止となった。また、TOHOシネマズは2011年4月（一部3月）から2012年春までの予定とし、7サイトで試験的な料金変更を行った。一般料金を1500円、18歳未満を1000円に値下げする一方、シニア割引を60歳から65歳に引き上げる、レイトショーを廃止するなど、複雑な割引をやめ料金を均一化した。しかし、全国平均と比べ5%程度動員が減る結果が得られ、高校生料金は1000円と据え置いたが、それ以外は予定より早く2011年11月末に試験を中止した。その後、2013年6月1日より高校生料金を1000円とする料金変更のみ全国に広げている。また、ティ・ジョイはTOHOシネマズの試験サイトと競合する広島、鹿児島の2サイトで、2011年4月7日から翌年3月31日まで高校生料金を1500円から1000円に値下げした。
上映機材のデジタル化は2010年から2012年の2年間で一気に進み、2012年12月時点で全スクリーンの88%に導入されている。デジタルシネマプロジェクターは当初、ワーナー・マイカルやティ・ジョイを中心に導入されたが、コスト負担が大きくそのペースは遅かった。しかし、現在では35mmフィルムのノンリワインド映写機から置き換わってデジタルシネマプロジェクターが主流となった。導入の進んでいたティ・ジョイは主要各社では一番早く、2010年7月までに全スクリーンへの導入を完了した。TOHOシネマズは、2011年3月17日に開館したTOHOシネマズ甲府ではデジタルシネマプロジェクターのみを設置するなどの施策をとり、2011年に全劇場のデジタル化を完了した。2012年には定期借地等、運営期間の限りがあるものや一部の小規模興行会社を除き、おおよそのシネマコンプレックスでは導入が完了している。2013年3月5日に開館したワーナー・マイカル・シネマズ春日部（現イオンシネマ春日部）のようにデジタル化により映写室を廃止した劇場も現れてきた。
この背景にはバーチャル・プリント・フィー（以下、VPF）による導入スキームの変化があったことが要因として挙げられる。VPFとはVPFサービス会社が興行会社の代わりにデジタルシネマ機材の購入費用を一括支払いし、配給会社が導入費用の70%までを、興行会社が残りの30%をそれぞれ10年間かけて作品ごとまたは月ごとにVPFサービス会社に対して償還していく仕組みのことである。映画館のデジタル化により配給会社はプリント代や輸送費が削減できメリットを受ける一方、興行会社は機材入れ替えのコスト負担が大きくデメリットが大きかった。しかし、VPFの導入により興行会社の負担が軽減されたため上映機材のデジタル化が進んだ。ただし、それでも一定のコスト負担はあるため、導入を見送り閉館を選択する劇場もある。
設備のデジタル化により、上映コンテンツ自体の変化も現れている。Other Digital Stuff（以下、ODS）と呼ばれる映画以外のコンテンツを上映することも増えてきた。TOHOシネマズやティ・ジョイではパブリックビューイングや舞台演劇の上映が行われている。2008年10月25日に全国上映としては日本初のフル3D実写映画『センター・オブ・ジ・アース』が公開されて以降、RealDなどのデジタル3D映画の上映も増えた。2009年公開の3D映画である『アバター』のヒットにより一気に普及に弾みがついている。ただ、2010年頃までは3D映画は一定の興行成績をあげていたが、近年の興行では期待ほどの成績をあげておらず陰りを見せている。2010年代後半以降、3D映画の3D上映はIMAX・4D・ドルビーシネマといった特別なスクリーンでの公開が殆どとなり、それ以外の一般スクリーンでの3D版公開は大幅に削減されている。

## 歴史
マルチプレックスの発祥である北米では、主に1960年代から複数スクリーン化の傾向が見られた。日本でも映画館の複数スクリーン化傾向は古くからある。当初はこれらの映画館をシネマコンプレックスと呼んでいたため、いくつかの映画館が日本初のシネマコンプレックスを名乗っている。
以下、シネマコンプレックスとマルチプレックスの歴史について記述する。

### 1930年代 - 1992年
日本におけるシネマコンプレックスの発祥

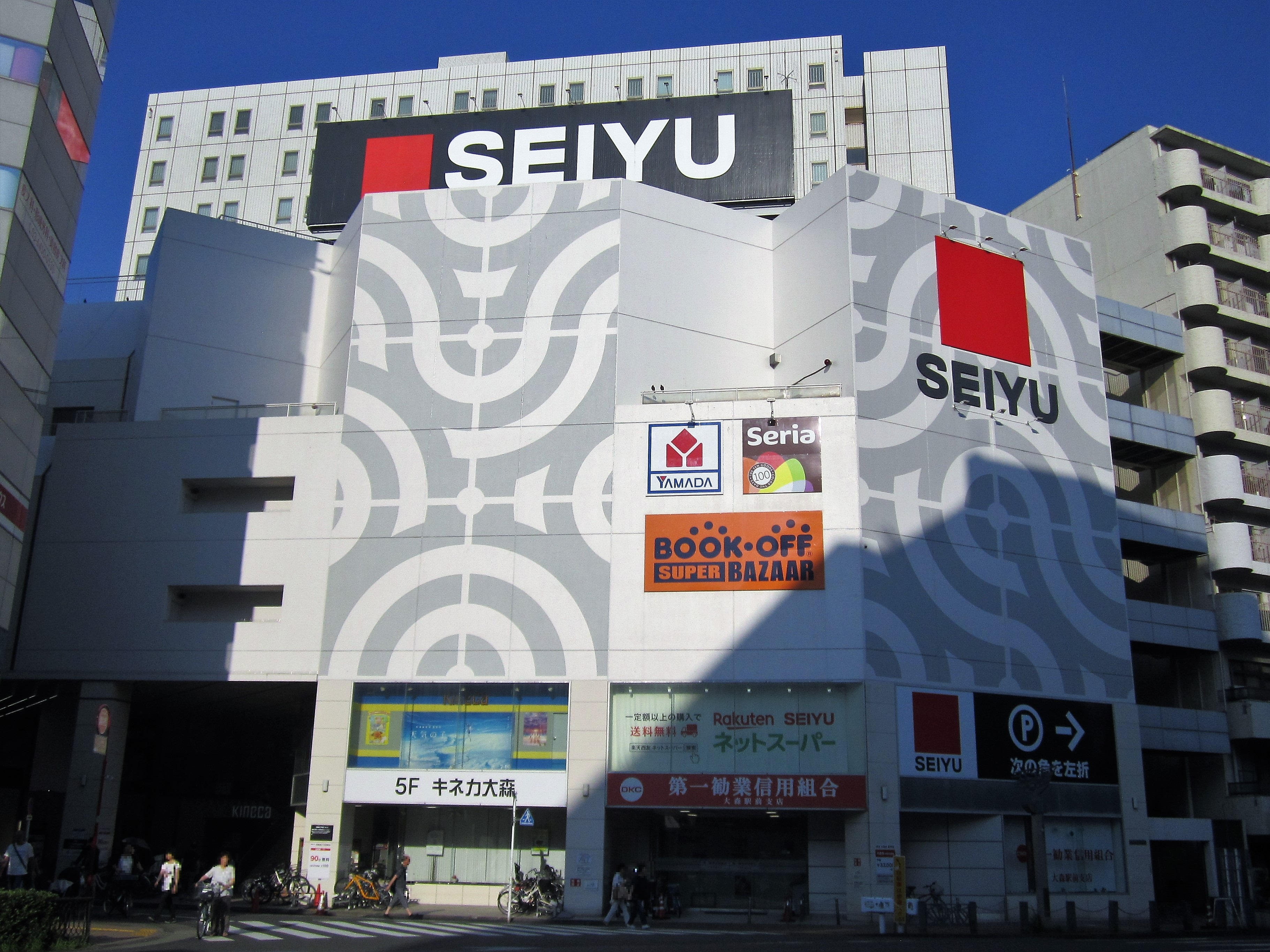
キネカ大森がある西友大森店
（2019年8月4日撮影）

日本では1930年代に大劇場時代が到来すると、その地下や高層スペースにもう1つの劇場を設置する映画館が現れはじめた。例えば、日本劇場の地下にニュース映画専門館として1935年12月30日に開館した第一地下劇場などがそれである。これらは当時新興勢力であった東宝の経営手法であったが、良いものは真似をするという姿勢で松竹にも取り入れられていった。だが、一般的には「1つの映画館（施設）に、スクリーンは1つ」であった。
1950年代になると映画館の全盛期が到来し、映画館の新設や建て替えが多数発生した。これに伴い、「1つの施設内に、複数のスクリーンを持つ」劇場が徐々に増えてきた。また、1000席程度のスクリーンの中に壁を入れて左右に仕切ったり、1階席と2階席との間に床を入れて上下に仕切ったりすることで、複数のスクリーンに分割するケースも見られた。
これらの運営システムは、個々の建物として存在する従来の映画館と変わりがない。入替制は導入しておらず、それぞれのスクリーンには独立した館名が付けられ、配給チェーンとスクリーンが固定化されており、「複数の映画館が1つの建物の中にある」状態だった。
1981年10月、ヘラルド・エースの原正人が日本でもシネコンの時代が来るだろうと、ビジネス上の付き合いがあった東映の鈴木常承取締役営業部長に話を持ち掛け、ヘラルド・エースの主催で32人の劇場関係者とジャーナリストを連れて、アメリカ、カナダ、ヨーロッパのシネコンを視察に回った。原としては、日本では劇場システムが大きすぎて、全国公開できるような作品でないと上映できず、小品でも良質な映画をたくさん上映できる方法はないか、と考えシネコンに期待していた。しかし当時の日本では建築基準法の規制が厳しく、発想が早すぎたが、原はこれをミニシアターの発想に繋げている。
1984年3月30日に「シネマコンプレックス日本初登場」と銘打ってキネカ大森が開館する。設立した株式会社西友文化事業部によれば、欧米の映画館の動向を調査した結果、動員で上映館を入れ替えられたりインターロック上映をすることが出来たりする複合映画館の形態に行き着いたとしている。同館は流通系店舗のテナントであること、入替制を採用していることなど現在のシネマコンプレックスに近い。一方で、スクリーン数が3と少ないこと、ロードショー、名画座、アート系と言うように各スクリーンの特色を定めていることなどが、現在のシネマコンプレックスとは異なる。また、現在は上映作品の傾向からミニシアターと認識されることが多い。
この時期から同館と同様に郊外のショッピングセンターに、複数のスクリーンを持つ映画館をテナントとして迎え入れるところが現れはじめた。また、シネマコンプレックスという言葉も使われはじめるようになる。
| 施設名称               | 開館日                    | 所在地         | スクリーン数 | 備考 |
| ---------------------- | ------------------------- | -------------- | ------------ | --- |
| 名宝会館               | 1955年12月23日 （改装日） | 愛知県名古屋市 | 4 （改装後） | 1935年11月3日開館の名古屋宝塚劇場を何度かにわたり、分割、増築して複数スクリーン化。 1972年5月に再改装し、以降3スクリーン。                 |
| 横浜東宝会館           | 1956年3月27日             | 神奈川県横浜市 | 4            | 「映画のデパート」と称す。1980年に改装し、以降5スクリーン。                                                                                |
| 渋谷東急文化会館       | 1956年12月1日             | 東京都渋谷区   | 4            | 老朽および地下鉄副都心線建設のため2003年閉館・解体。                                                                                       |
| 相鉄ムービル           | 1971年3月5日              | 神奈川県横浜市 | 5            | 「日本で初めて5館をパックした映画館ビル」と称す。                                                                                          |
| 小牧コロナ会館         | 1981年7月11日             | 愛知県小牧市   | 3            | 「日本初のシネマコンプレックス」と称す。 1997年7月12日に小牧コロナシネマワールドへ改装。                                                   |
| キネカ大森             | 1984年3月30日             | 東京都品川区   | 3            | 西友大森店内に設置。「シネマコンプレックス日本初登場」と銘打って開館。                                                                     |
| 池袋シネマサンシャイン | 1985年7月6日              | 東京都豊島区   | 5            | 1994年12月に改装し、以降6スクリーン。 2019年7月19日に「グランドシネマサンシャイン」（12スクリーン）へ移転開業。                            |
| チネチッタ             | 1987年7月25日             | 神奈川県川崎市 | 5            | スクリーン数は「チネグランデ」を除く。 「日本初のシネマ・コンプレックス」と称す。                                                          |
| シネシックス           | 1988年3月25日             | 千葉県船橋市   | 6            | 当時唯一のアメリカ型ショッピングセンターとされたららぽーと船橋ショッピングセンター内に設置。 2004年7月にTOHOシネマズ船橋ららぽーとへ改装。 |

他にも後年になってからではあるが、小牧コロナ会館とチネチッタが日本初のシネマコンプレックスを称している。
小牧コロナ会館は、スクリーンで統一された名称が付けられていないこと、入替制が導入されていないことなどが、現在のシネマコンプレックスの概念とは異なる。なお、同館を運営するコロナグループはこの時期に同様の劇場を愛知県江南市、春日井市（1983年3月19日開館）、半田市（1986年7月26日開館）、豊川市（1989年7月15日開館）にも展開している。
チネチッタは「総合映画館ビル」として開館当時のメディアには紹介されている。やはり入替制が導入されていないこと、複数フロアに渡っているためロビーなどが共有されていないことなどが、現在のシネマコンプレックスの概念とは異なる。しかし、1996年ごろから同社の企業沿革や地元自治体の広報誌などを中心にいくつかの文献で同館を「日本初のシネマ・コンプレックス」とする記述が見られるようになった。
また、池袋シネマサンシャイン（後のシネマサンシャイン池袋）についても、開館時の雑誌記事ではシネマ・コンプレックスと言う用語を用いて紹介しており、一部の関係者が日本初のシネマコンプレックスと見ることもあった。しかし、これも映写室などが共有されておらず、配給チェーンとスクリーンを固定化した運営を行っており、現在シネマコンプレックスと呼ばれる映画館とは異なる。さらには、シネシックスを日本初とする例も見られるが、スクリーンごとに東宝と松竹という別々の経営母体で運営されており、集客に応じてスクリーンを変更できる柔軟性がなかった。
いずれにせよ、後述するマルチプレックスが日本国内に上陸する以前から、日本独自のスタイルでこれに近い形の興行形態が存在しており、当初はこれら複数スクリーンを持つ映画館をシネマコンプレックスと呼んでいた。ただ、1990年代に見られるような爆発的な普及は起こらなかった。
その要因の1つとして「入場者数の改竄を懸念して同一窓口で複数作品のチケットを扱うことを配給会社が嫌っていた」とも言われるように、因習に縛られ運営システムを変えるまでには至らなかったことが挙げられる。また、当時の映画館が主に建てられていた市街地は地価が高く、収益を上げるのが難しいと考えられていた点も挙げられる。さらには、興行場法、建築基準法、消防法の3法とそれに付随する条例が現在より厳しく、スクリーンの増設がコスト的に難しかったことも挙げられる。そこで、全国興行生活衛生同業組合連合会が1990年頃からこれらの規制緩和を求め各法の所管省庁に対して働きかけを行った。その結果、1992年に規制緩和の方針が決定し、先行して1993年7月1日から東京都では建築安全条例と火災予防条例が改正されている。だが、そのころには既に旧来型のシネマコンプレックスの時代ではなく、外資系を中心とした後述のマルチプレックスの普及に一役買うことになるという皮肉な結果となった。
北米におけるマルチプレックスの発祥

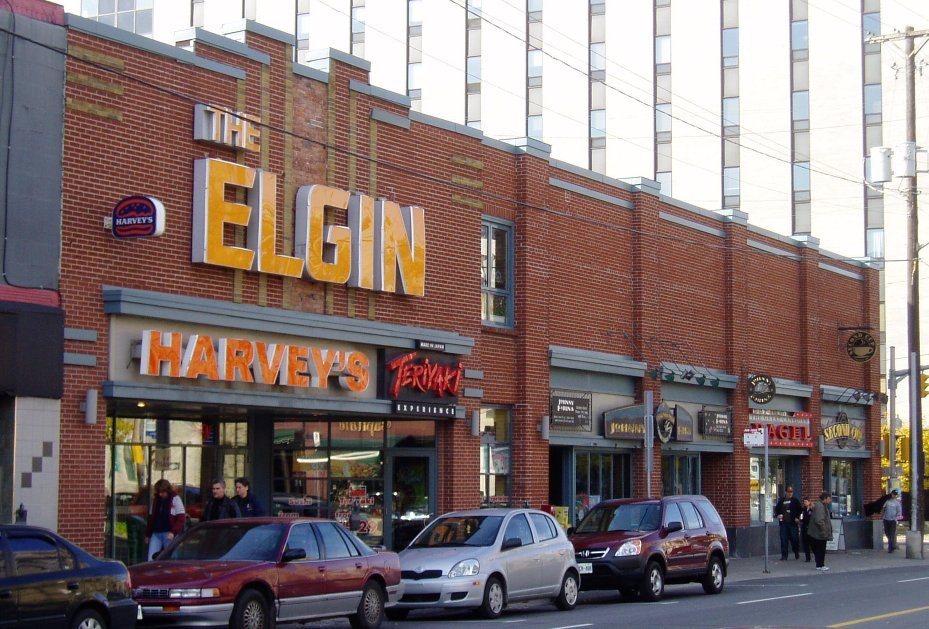
エルジンシアター
（2005年10月30日撮影）

一方、北米初の2スクリーンを持つ映画館は、1947年にカナダの首都オタワに開館した。
ナット・テイラーが築20年の施設を拡張したエルジンシアターである。他にも1960年代中盤から後半にかけて2スクリーンの映画館が開館している。1965年、ジョージア州イーストポイントに開館したマーチンズ・ウェストゲート・シネマズなどが挙げられる。ナット・テイラーは、マルチプレックスの発明者とされる。後の1979年4月19日にシネプレックス・オデオンを設立し、同年中に、当時世界最大であった18スクリーンのトロント・イートン・センター・シネプレックス（2001年3月閉館）を開館している。
1963年にマルチプレックスの先駆者となるアメリカン・マルチ・シネマ（現AMCシアターズ）のスタンリー・ダーウッドは各映画の上映開始時間を慎重に管理し複数スクリーンを数名で運営する方法を確立した。1960年代はテレビの普及に伴い、アメリカであっても映画人口は減少気味であった。しかし、1970年代これらマルチプレックスがショッピングセンターに併設される形で各地に展開されたことで、再び上昇に転じた。マルチプレックスがショッピングセンターでの購買につながるかどうかについては当初から疑問視する考え方もあったが、ショッピングセンターを認知させる効果があると認められ、コア施設の扱いを受けた。
以来、複数スクリーンの映画館が北米では当たり前のものになり、多くの従来館は複数のスクリーンに改装されていった。複数スクリーンが1つのロビーを共有する形態であった。1スクリーンの映画館（従来館）は市場からほとんど撤退した。残った従来館は一般に、アート系映画や小規模製作の映画、映画祭などの上映に使用されている。例えば、カリフォルニア州サクラメントの市街地にあるクレストシアターなどが挙げられる。
この流れはヨーロッパにも広まっていく。1972年にはアルバート・バートとローズ・クライズによって、トリオスコープハッセルト（現キネポリスハッセルト、当時3スクリーン）が開館した。現在、同サイトを経営するキネポリスはこれをヨーロッパ初のマルチプレックスとしている。また、1981年には10スクリーン（当時）を備えるキネポリスヘントが開館した。
定義により異なるが、通常20スクリーン以上のマルチプレックスはメガプレックスと呼ばれる。 一般的に、世界初のメガプレックスは1988年にベルギーのブリュッセルに開館したキネポリスブリュッセル（25スクリーン、7,500席）であると考えられる。 アメリカ初のメガプレックスは1988年に改装したミシガン州グランドラピッズのスタジオ28（20スクリーン、6,000席、2008年11月23日閉館）である。
1983年、イギリスではユナイテッド・シネマ・インターナショナルが設立。1985年にマルチプレックスに参入し、5年間で約1200スクリーンから1.5倍に増加させた。世界規模で展開する興行会社が次に参入を考えたのが日本市場であった。1991年10月8日、ワーナー・ブラザース・インターナショナル・シネマズはニチイと合弁で日本にワーナー・マイカルを設立する。

### 1993年 - 2002年
日本市場への各社の参入

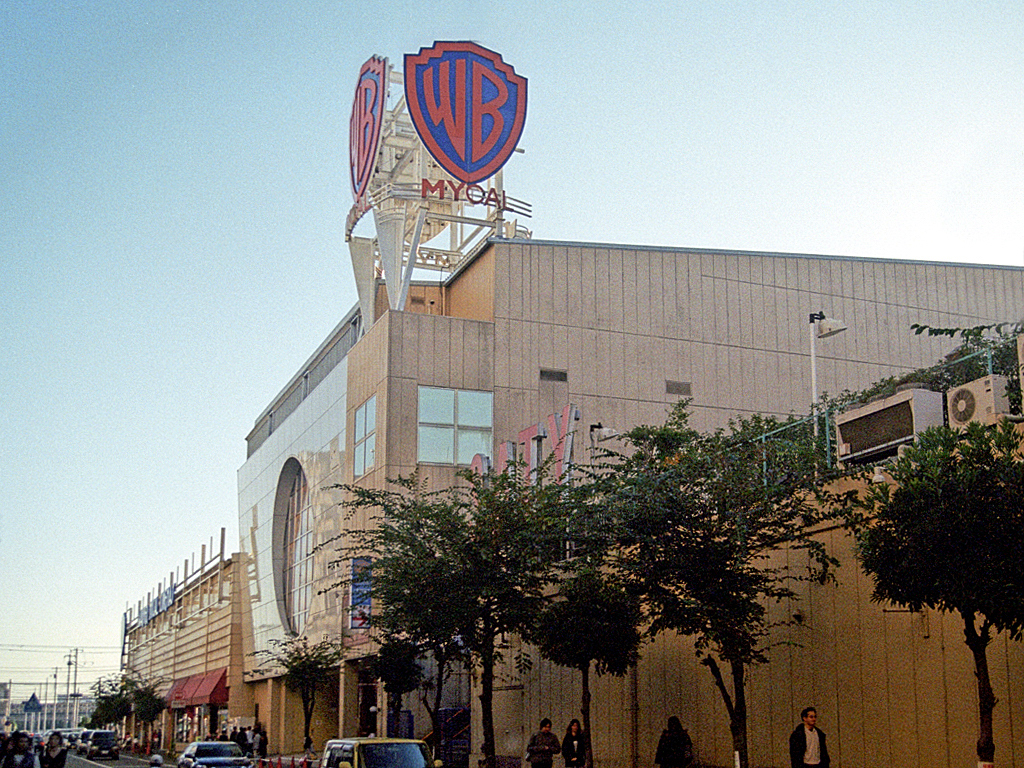
ワーナー・マイカル・シネマズ海老名
（2008年11月23日撮影）

1993年4月24日神奈川県海老名市に日本初の本格的マルチプレックスであるワーナー・マイカル・シネマズ海老名が開館した。同社は北米やイギリスと同様にマルチプレックスという用語を用いていたが、日本市場では以前から存在する複数スクリーンの映画館と同様に、シネマコンプレックスと呼ばれた。そして、シネマコンプレックスの定義自体が後にマルチプレックスのことを指すようになる。そのため、現在では同館を日本初のシネマコンプレックスとすることが多い。日本国内のスクリーン数は減少傾向であったが、この1993年を底に増加に転じた。
ワーナー・マイカルの進出当初は業界内では失敗するものと思われていた。従来館が既に撤退していた海老名には大きすぎる映画館だと考えられていたからである。その後開館した同社のサイトについても同様であった。しかしながら、ワーナー・マイカルは主要他社が参入する1996年までに7サイトを開館し、年商は44億円以上、1スクリーン当たりの興行収入も当時の全国平均を上回る9200万円という成功を収めた。
この成功を機に外資の参入が相次ぎ、国内各社もシネマコンプレックスの建設に取りかかる。
外資系のAMCエンターテインメントとユナイテッド・シネマ ・インターナショナル・ジャパン（以下、UCIジャパン）は1996年、東宝と松竹は1997年、東急レクリエーションは1998年にそれぞれ自社系列のシネマコンプレックスを開館させた。さらに1999年にはヴァージンシネマズ・ジャパンが参入し外資系シネマコンプレックスは4社に増えている。
| サイト名称                                                                                          | 運営企業                                                          | 開館日        | 所在地           | スクリーン数 | 備考                                     |
| --------------------------------------------------------------------------------------------------- | ----------------------------------------------------------------- | ------------- | ---------------- | ------------ | ---------------------------------------- |
| ワーナー・マイカル・シネマズ海老名 （現イオンシネマ海老名）                                         | 株式会社ワーナー・マイカル （現イオンエンターテイメント株式会社） | 1993年4月24日 | 神奈川県海老名市 | 7            |                                          |
| シネマシティ                                                                                        | シネマシティ株式会社                                              | 1994年10月8日 | 東京都立川市     | 6            |                                          |
| AMCキャナルシティ13 （現ユナイテッド・シネマ キャナルシティ13）                                     | AMCエンターテインメント                                           | 1996年4月20日 | 福岡県福岡市     | 13           |                                          |
| マイカル松竹シネマズ本牧 （後のMOVIX本牧、閉館）                                                    | 株式会社マイカル松竹                                              | 1996年6月29日 | 神奈川県横浜市   | 7            | マイカル (90%)、松竹 (10%) の合弁。      |
| OTSU7シネマ （現ユナイテッド・シネマ大津）                                                          | ユナイテッド・シネマ ・インターナショナル・ジャパン株式会社       | 1996年11月2日 | 滋賀県大津市     | 7            |                                          |
| 天神東宝 （後のTOHOシネマズ天神本館、閉館）                                                         | 東宝九州興行株式会社                                              | 1997年3月15日 | 福岡県福岡市     | 6            |                                          |
| MOVIX六甲 （後のシネウェーブ六甲、閉館）                                                            | 株式会社松竹マルチプレックスシアターズ                            | 1997年3月20日 | 兵庫県神戸市     | 7            | シネマーク・インターナショナルとの合弁。 |
| 109シネマズ港北                                                                                     | 株式会社東急レクリエーション                                      | 1998年4月25日 | 神奈川県横浜市   | 7            |                                          |
| ヴァージンシネマズトリアス久山 （後のTOHOシネマズトリアス久山、現ユナイテッド・シネマトリアス久山） | ヴァージンシネマズ・ジャパン株式会社 （現TOHOシネマズ株式会社）   | 1999年4月23日 | 福岡県久山町     | 7            |                                          |
| イオンシネマ久御山                                                                                  | イオンシネマズ株式会社                                            | 1999年6月29日 | 京都府久御山町   | 7            |                                          |
| T・ジョイ東広島                                                                                     | 株式会社ティ・ジョイ                                              | 2000年12月9日 | 広島県東広島市   | 6            |                                          |

各社の出店戦略は様々であった。
AMCエンターテインメントは当初九大都市ロードショー地域を中心にメガプレックスを計画していたが、後に地方都市の郊外型ショッピングセンターにも出店するようになった。UCIジャパンは地方の県庁所在地クラスの都市を中心に出店を計画していった。また、ワーナー・マイカルは親会社マイカルのショッピングセンターに併設する形で計画を進め、九大都市ロードショー地域である本牧の出店はマイカル松竹に譲り大手映画会社との摩擦を避けた。後に親会社自体が駅前再開発に参画していったため駅前立地型も増えていく。
東宝グループは有楽町マリオンやシネシックスでの成功を元に、番組編成のしやすい東宝邦画系と洋画系の1・2番手の3スクリーンで組み合わせる劇場展開にこだわり続けたため出遅れた。1997年頃からこの方針を転換し、5 - 6スクリーンのシネマコンプレックスを展開しはじめたが、そのころ開館した天神東宝は当初は定員入替制の導入をしておらず立ち見を出していたり、浜大津アーカスシネマはスタジアムシートを導入しておらずフラットな床だったり、サービス面で見劣る部分があった。1998年12月5日にやっと本格的な郊外型のシネマコンプレックスとされる鯖江シネマ7を開館させたが、ワーナー・マイカルにスクリーン数で国内1位の座を明け渡し、外資系他社の買収を模索するようになる。
一方、松竹は国内興行会社としてはマルチプレックスへの対応が早かった。1990年から海外情報の収集を進め、1995年4月にはマルチプレックスシアター開発委員会を設立。二条駅周辺区画整理事業用地内（現BiVi二条）への1号店進出を計画した。1996年5月には松竹マルチプレックスシアターズを設立し、2000年までに10地区100スクリーン、国内のスクリーン数が3000を越えた時点で1割に当たる300スクリーンの目標を掲げた。しかしながら、ノウハウ吸収を目的として合弁契約をしたシネマーク・インターナショナルとは開発スタンスの違いが原因で合弁契約を解消したり、競合会社の増加によりテナント契約が困難を極めたりしたため、出店計画に若干の遅れが発生した。
東宝系の興行各社や松竹マルチプレックスシアターズは、新設される地方のショッピングセンターを中心に出店計画を立てていった。当時各地で開発していたイオン系のショッピングセンターも多く含まれた。
逆に、ヴァージンシネマズ・ジャパンは初期に計画された名古屋ベイシティを除き、イオン系のショッピングセンターへの出店計画は行っていない。ジャスコ久御山ショッピングセンター（現イオンモール久御山）の出店決定が目前と思われていたにも関わらず、同社と同一のコンセプトで子会社のイオンシネマズを出店させたからとされる。また、後に関東、関西の駅ビルを中心に出店計画を行っていくようになった。一方、イオンシネマズは親会社のショッピングセンターに併設する形で計画を進めていった。
1999年UCIは住友商事、角川書店と合弁で新法人ユナイテッド・シネマ株式会社を設立し、1999年10月1日開館のユナイテッド・シネマ岸和田以降に開館したサイトはUCIジャパンではなく同法人での運営とした。住友商事は1985年にアスミックの設立にも参画しているため、この合弁で製作・配給から興行まで関わる企業となっている。また、AMCエンターテインメントは1999年7月に日本法人の株式会社日本AMCシアターズを設立し、劇場運営を移管している。
各地の状況
シネマコンプレックスが各地に展開していくにあたり、従来その地方で興行を行っていた企業の反発を招いたり、シネマコンプレックス間での競争が発生したりしはじめた。
青森県弘前市
ワーナー・マイカルの進出にあたって従来館からの激しい反発があった。地元の興行団体だけでなく全国興行生活衛生同業組合連合会まで反対運動を行ったが、1994年9月23日にワーナー・マイカル・シネマズ弘前（現イオンシネマ弘前）は開館した。結果的に、開館当時8館あった従来館のうち6館が1996年までに閉館するだけでなく、ワーナー・マイカルも興行的に苦戦を強いられた。ワーナー・マイカルは開館後、弘前ねぷたへ参加するなど、地域に根付くための活動を行っている。
福島県福島市
1996年9月に福島フォーラムが1998年に進出予定のワーナー・マイカルにスクリーン数の削減を申し入れた。1997年4月にはフォーラム側は3万人以上の市民の署名も集めている。また、新聞にはフォーラムの閉館を危ぶむ声が投書されるなど、映画館同士としての問題だけでなく地元住民の反発まで招いた。ここまで至ったのはロードショー上映で収益をあげ、それを原資にミニシアター作品を上映していたフォーラムの手法が支持されていた背景がある。分野調整法に基づいた調整を申請したが通産省および厚生省に却下され、福島フォーラムは1997年4月12日にフォーラム5・6を増設。ワーナー・マイカルは1998年3月1日にワーナー・マイカル・シネマズ福島（現イオンシネマ福島）を予定通りのスクリーン数で開館させ、物別れにおわった。しかしながら、両者とも興行的には共存している。
神奈川県横浜市
前述の通り1996年6月29日の本牧へのシネマコンプレックスの出店は松竹との合弁会社であるマイカル松竹が行い、マイカルは大手映画会社との摩擦を避けた。しかし、3年後の1999年9月10日、みなとみらい地区への出店はワーナー・マイカルが行った。この地域では馬車道周辺の従来館が優先的に新作配給を受けたため、ワーナー・マイカル・シネマズみなとみらい（現イオンシネマみなとみらい）の開館時には旧作ばかりが上映される事態となった。しかし、同年12月11日にソニー・ピクチャーズが『ジャンヌ・ダルク』や『ランダム・ハーツ』を封切りと同時に配給し、これを機に同館には順次各社から新作の配給がされるようになった。なお、これらの作品を自社チェーンで上映していた松竹と東宝はソニー・ピクチャーズに対する制裁措置とも言われる数週間での打ち切りやムーブオーバーを行っている。
滋賀県大津市
1996年11月2日に開館したUCIジャパンのOTSU7シネマと1998年4月23日に開館した東宝直営の浜大津アーカスシネマ（後の大津アレックスシネマ）は直線距離で1.2kmしか離れていない。外資系と国内大手の初の直接対決として注目された。同地域では配給会社によってどちらの劇場に配給するかが別れた。ユナイテッド・インターナショナル・ピクチャーズ配給作品はOTSU7シネマを優先に、東宝邦画系作品は浜大津アーカスシネマを優先に配給された。結果的にそれ以外の上映権を巡って両劇場で争うことになった。
福岡県福岡市
1996年4月20日にAMCエンターテインメントが九大都市ロードショー地域である福岡県福岡市にAMCキャナルシティ13を開館した。上映作品や料金設定など具体的な内容を開館直前まで発表せず、地元興行会社からはその手法から黒船と恐れられた。これに対抗して松竹マルチプレックスシアターズが同地域に進出する報道もあったが、最終的には断念した。東宝九州興行は同地域の映画館を再編し、東宝系初のシネマコンプレックス天神東宝を1997年3月15日に開館させている。なお、当初AMCキャナルシティ13には邦画系を中心に配給されないことが懸念されたが、結果的には配給が行われた。
当時は大津市や横浜市の例に見られるように、配給会社から配給を受ける上映権を得るために争うことが多かった。しかしながら、従来は7割程度を占めていた従来館中心のロードショー館の興行収益比率がシネマコンプレックス中心のローカル館に押され、2000年には5割近くまで落ち込んでいた。このため配給会社はシネマコンプレックスにも配給を行うようになり、洋画系については2000年以降、おおよその地域ではこのような争いは見られなくなっていった。そして、大半の競合地域では、単純に集客力を争っていくようになり、後に邦画3社が従来館中心からシネマコンプレックス中心へと軸足を動かす要因にもなっていく。
日本での急増とアメリカでの破綻

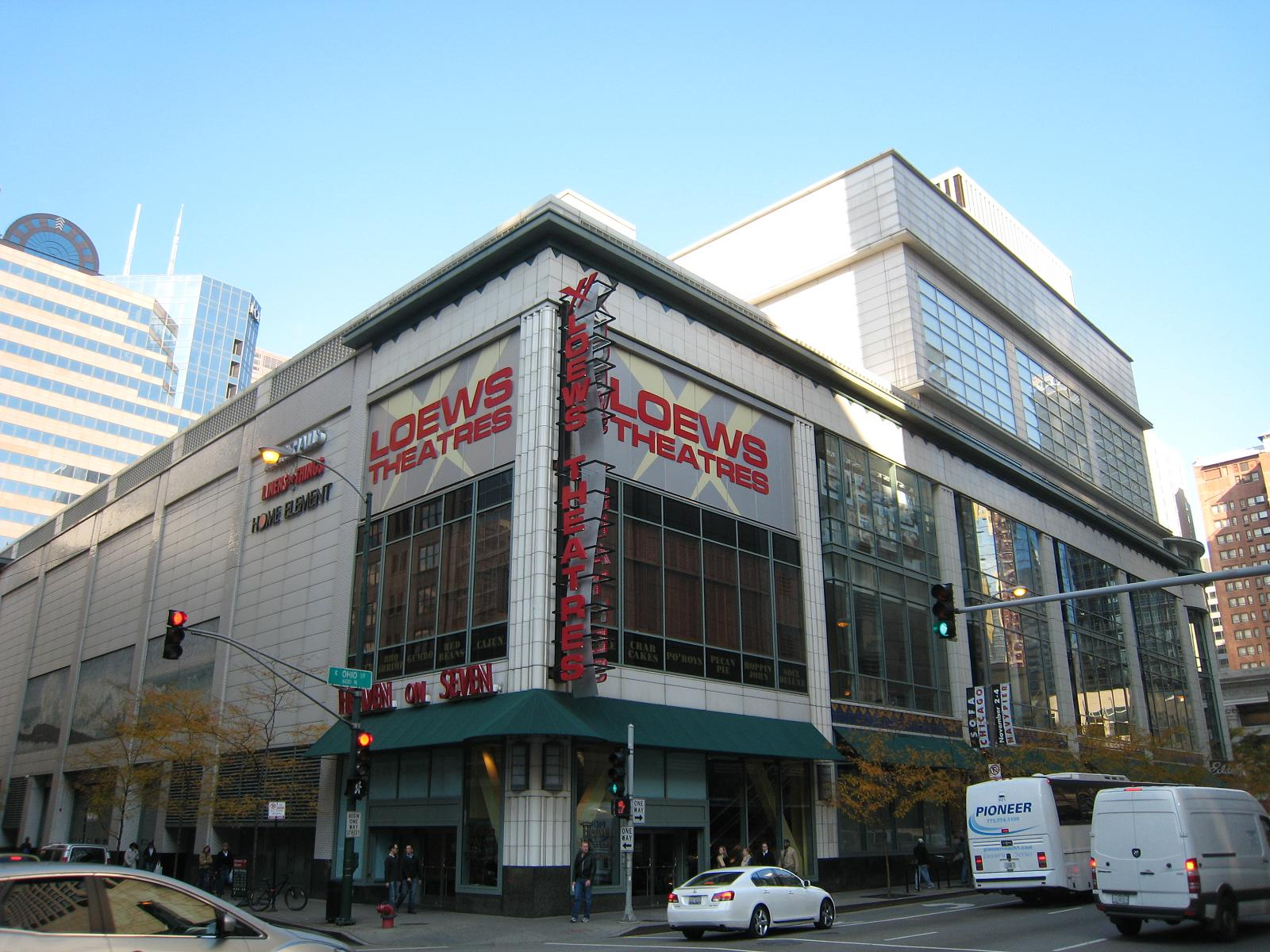
アメリカでの元ロウズ社の劇場
(AMC Loews 600 North Michigan 9)

1999年から2001年1月の間にシネマコンプレックスは急増する。この2年1ヶ月の間に主な興行会社だけで、ワーナー・マイカルが24サイト、ユナイテッド・シネマが7サイト、松竹マルチプレックスシアターズが7サイト、東宝および東宝系の六部興行が6サイト、ヴァージンシネマズ・ジャパンが5サイトの出店をしている。これは、1998年に「大規模小売店舗立地法」が成立したため、旧法である「大規模小売店舗法」の基準で計画されたショッピングセンターが旧法の期限である2001年1月までに駆け込み出店したためである。ショッピングセンターに併設されるシネマコンプレックスは結果的に急増する形になった。
2001年1月18日にはロウズ・シネプレックス・エンターテインメントが京都市二条の二条駅周辺区画整理事業用地内に出店することが京都市より発表された。外資系シネマコンプレックスとして5社目の参入だったが、同年2月15日に同社は日本の民事再生法にあたる連邦倒産法第11章を申請し破綻。参入は実現しなかった。
アメリカで連邦倒産法第11章を申請したのはロウズ社だけではなかった。アメリカでは1990年代にシェア獲得のためメガプレックスの出店競争が過熱した一方、年間観客数は14億人程度と横ばいであったため、採算性が悪化していた。各社とも不採算スクリーンの閉鎖を行ったが、出店の資金負担に耐えられず1999年から2001年の間に相次いで連邦倒産法第11章を申請することになった。日本でも前述の通りシネマコンプレックスが急増していたため、先行きが不安視されるようになる。
| 興行会社                                                                    | 申請日         | 備考                                                                      |
| --------------------------------------------------------------------------- | -------------- | ------------------------------------------------------------------------- |
| マン・シアターズ (Mann Theatres)                                            | 1999年9月17日  | 後にコロラド・シネマズとカーマイク・シネマズに買収される。                |
| カーマイク・シネマズ (Carmike Cinemas)                                      | 2000年8月8日   | 再建後独自ブランドを維持。                                                |
| エドワーズ・シネマズ (Edwards Cinemas)                                      | 2000年8月28日  | 後にリーガル・エンタテインメント (Regal Entertainment Group) 傘下に統合。 |
| ユナイテッド・アーティスツ・シアターズ (United Artists Theatre Circuit)     | 2000年9月6日   | 後にリーガル・エンタテインメント傘下に統合。                              |
| ゼネラル・シネマ (General Cinema Corporation)                               | 2000年10月11日 | 後にAMCシアターズ (AMC Theatres) 傘下に統合。                             |
| ロウズ・シネプレックス・エンターテインメント (Loews Cineplex Entertainment) | 2001年2月15日  | 後にAMCシアターズ傘下に統合。                                             |

日本でも、同時期にシネマコンプレックス急増の流れは一旦歯止めがかかる。AMCエンタテインメントはアメリカでの厳しい状況に対応するため、アメリカ国内への投資に集中させ、日本での出店は2000年7月8日に開館したAMCイクスピアリ16を最後に出店を停止。また、2001年9月14日にマイカルが民事再生法を申請、同年11月22日には会社更生法へと申請を切り替えた。この影響での神奈川県の川崎駅北口地区第3西街区（現川崎DICE）への出店など、子会社ワーナー・マイカルの複数の出店計画が白紙撤回された。このため、これ以降約3年間、同社は移転を除き新規出店を行うことはなかった。他の各社も大規模小売店舗立地法が施行されショッピングセンターの開発が減少したため、特に郊外型の出店数は落ち着くようになった。
一方で、2001年以降になると邦画3社（特に東宝と松竹）がシネマコンプレックス中心に大きく舵を切り、郊外型に代わり大都市のロードショー館が続々シネマコンプレックスのスタイルへ変化していくことになった。京都四条河原町では京都松竹座・SY松竹京映・京都ピカデリーが2001年11月22日に閉館し、翌日MOVIX京都が開館。東京有楽町では日本劇場・日劇東宝・日劇プラザが2002年3月2日に日劇PLEX（後のTOHOシネマズ日劇）に、大阪梅田の北野劇場・梅田スカラ座・梅田劇場は2002年11月23日にナビオTOHOプレックス（現TOHOシネマズ梅田）に生まれ変わっていった。また、邦画3社の中でもっともシネマコンプレックスへの進出が遅かった東映も、2000年には既にシネマコンプレックスを展開していた東急レクリエーションや佐々木興業、ヒューマックスや武蔵野興業といった各興行会社などと提携の上、ティ・ジョイを設立し、同年12月9日に1号館となるT・ジョイ東広島を開館させている。
しかし、邦画3社がシネマコンプレックスへと舵を切ったことで、系列館として番組配給を受けていた従来館は閉館を余儀なくされる状況に追い込まれていった。例えば、2003年3月6日の札幌シネマフロンティアの開館に当たっては、帝国座会館やニコー劇場を経営していた天野興業株式会社が同年2月末で番組提携契約を打ち切られ、同年9月5日に自己破産を申請している。外資系シネマコンプレックスとの競争にさらされながらも生き残っていた従来館は、これ以降各地から姿を消していくことになった。
設備とサービスの変遷
予約システム
シネマコンプレックスは基本的に定員制をとっているため、利用客は見たい映画が完売して見られないと言うリスクがある。そのため、インターネット普及以前はワーナー・マイカルの一部などいくつかのシネマコンプレックスで電話予約が行われていた。しかし、映画館側の運用が煩雑で、需要が高い繁忙期に対応しきれない問題があった。このため、1997年頃までに電話予約は廃止された。
その後、2000年にアレックスシネマがeメールを使用して席の予約をし、現地で支払うというシステムを導入。2002年にはヴァージンシネマズ・ジャパンがインターネットで支払いを行うチケット販売システム『Vit』を導入したのを皮切りに、インターネットでの販売が主流になっていった。
座席指定
ワーナー・マイカルやAMCエンターテインメントは、座席指定を行わない定員入替制を採用していた。また、一部を指定席にし一般料金より高めの料金設定をする劇場も見られた。しかし、1996年11月にUCIジャパンが開館したOTSU7シネマは全席指定制を採用した。そのため、1998年9月26日公開の『プライベート・ライアン』からワーナー・マイカルは全席指定制を部分採用する形に切り替えた。これ以降、シネマコンプレックスでは全席指定制が主流になっていった。さらに、1999年4月23日に開館したヴァージンシネマズトリアス久山（現：ユナイテッド・シネマ トリアス久山）はプレミアスクリーンとして座席幅を広くし、サイドテーブルのあるシートを採用した高付加価値のスクリーンを設置した。これにより単なる全席指定制では差別化が図れなくなり、各社とも特徴のあるサービスを行うようになっていった。

### 2003年 - 2009年

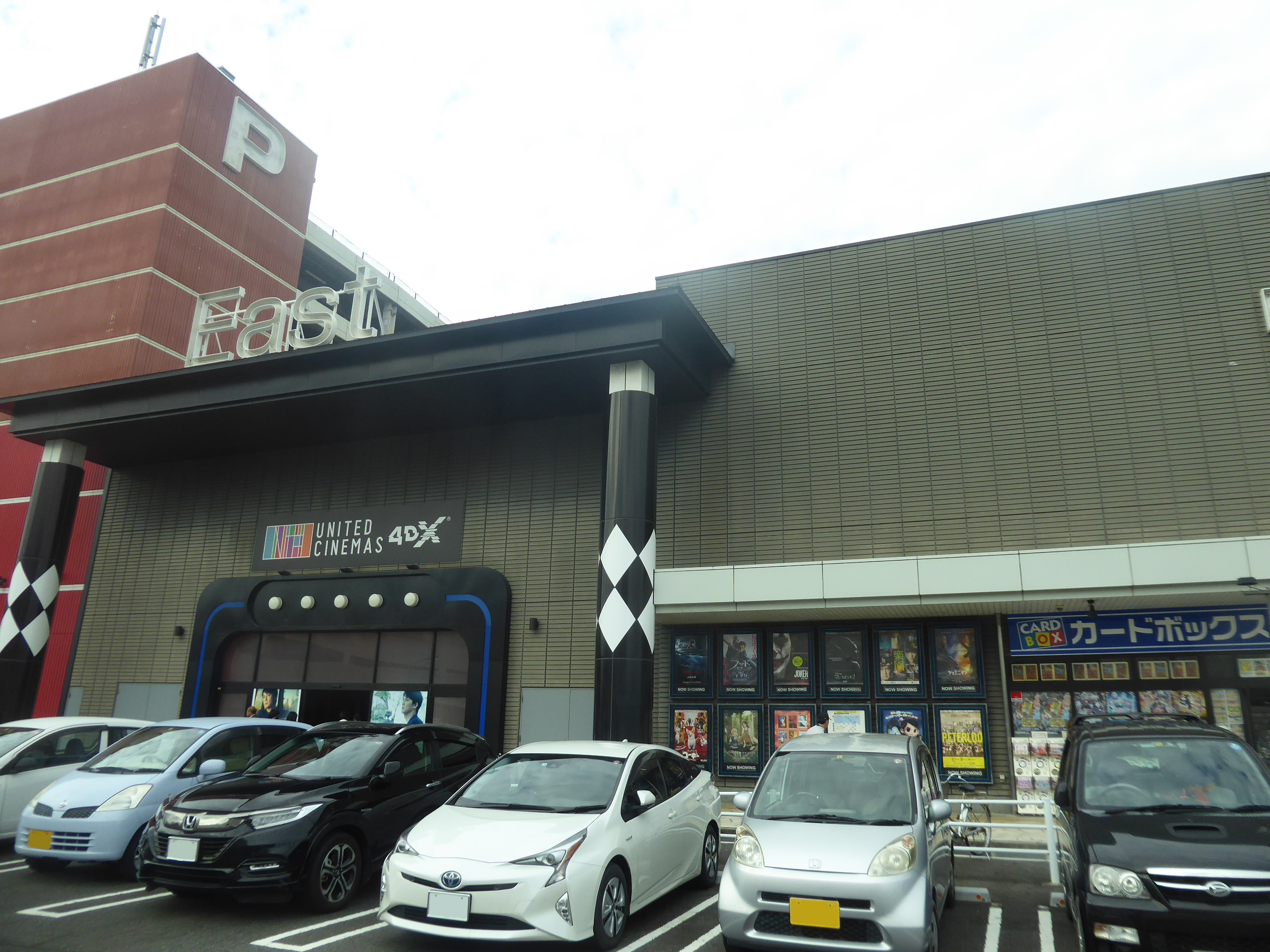
ユナイテッド・シネマ橿原
（2019年10月26日撮影）

業界再編
2003年以降になると、外資系シネマコンプレックスの撤退を引き金に業界再編がはじまる。
外資系各社の攻勢でワーナー・マイカルが337スクリーンを保有していたのに対し、東宝グループは284スクリーンと劣勢に立たされていた。この状況に際し、東宝は他社の買収を模索していたとされる。2003年4月4日、野村證券の仲介により100億円でヴァージンシネマズ・ジャパンを買収し、シェアトップの座に返り咲いた。
買収されたヴァージンシネマズ・ジャパンは改称しTOHOシネマズとなった。東宝は同社系列の興行会社をこれ以降再編していく。2006年10月1日に東宝直営館をTOHOシネマズに移管し、続いて2008年3月1日に東宝東日本興行、中部東宝、東宝関西興行、九州東宝をTOHOシネマズに吸収合併させた。各興行会社が運営していたTOHOプレックスをはじめとするシネマコンプレックスは、改装しTOHOシネマズのブランドに変わった。また、TOHOシネマズ高槻、浜大津アーカスシネマ、鯖江シネマ7と言った地方のサイトの一部は独立系の興行会社に事業譲渡された。
2004年4月22日にはマイカルと松竹の合弁であったマイカル松竹シネマズ本牧が松竹ニューセレクトに事業譲渡されることが発表された。同年4月30日以降、同サイトは改装しMOVIX本牧として運営された。
また、2004年9月にUCIが撤退し、同社保有分のユナイテッド・シネマの株式を住友商事と角川グループに売却した。さらに、2005年にはAMCエンターテインメントが撤退をする。AMCイクスピアリ16を除いた4サイトと日本法人の日本AMCシアターズが7月1日にユナイテッド・シネマに売却された。AMCイクスピアリ16は東京ディズニーリゾートを運営するオリエンタルランドと家賃を巡って係争中であったが、9月1日にそのオリエンタルランドに事業譲渡された。同サイトはデジタル3D映画システムの導入などを行い、2006年3月1日に同社の直営のシネマイクスピアリとなっている。
再度の急増

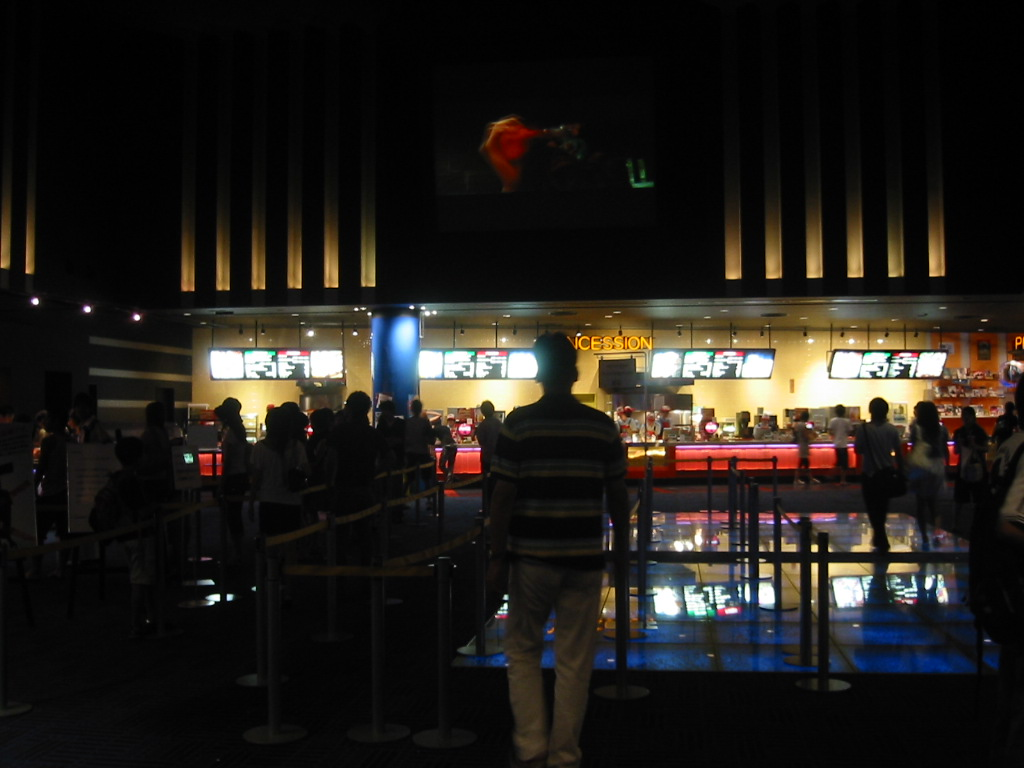
札幌ステラプレイス内にある札幌シネマフロンティア

この時期になると、大都市ロードショー館のシネマコンプレックス化が加速した。この動きの中では札幌シネマフロンティア（TOHOシネマズ、松竹、ティ・ジョイの共同経営）や、大阪の梅田ブルク7（現：T・ジョイ梅田）、なんばパークスシネマ（松竹、ティ・ジョイの共同経営）等、日本国内の大手映画会社による、共同経営もみられた。ただし、横浜桜木町で計画されていた共同運営の劇場開発からTOHOシネマズが撤退する事例もあり、完全に足並みがそろっているわけではない。
動員もシネマコンプレックスが主体となっていった。2003年から2006年まで川崎市のチネチッタが年間観客動員数日本一に、2007年は観客動員数はMOVIXさいたま、興行収入はTOHOシネマズ六本木ヒルズが日本一になった。
大規模小売店舗法の下での駆け込み出店が行われた影響もあり、大規模小売店舗立地法が施行された後、しばらくは郊外型シネマコンプレックスの出店ペースは落ち着いていた。前述の通り、大都市ロードショー館のシネマコンプレックス化はあったが、従来館の置き換えであるため、スクリーン全体としては微増であった。2000年に2524スクリーンだったものが2003年末までに2681スクリーンになっただけで、157スクリーンしか増えていない。
しかし、大規模小売店舗立地法自体が郊外型ショッピングセンターの出店を行いやすい法体系であったため、2004年以降、増加傾向に拍車がかかった。さらに、2006年にまちづくり3法が改正され、郊外型ショッピングセンター新設に抑制がかけられたため、再び駆け込み出店が行われることになった。結果的に2006年には従来館も含めると3000スクリーンを突破し、2007年には3221スクリーンとなった。これは1970年頃のスクリーン数とほぼ同じである。当時の映画人口は2億5千万人程度であったが、2001年以降、映画人口は1億6千万から7千万人程度でほぼ横這いの状態が続いており、飽和状態になったとも言われる。
観客数が横ばいでありながら各社の出店が続いていること、映画ソフトのレンタルやテレビでの放映までの期間が近年では短くなってきていること、インターネットによるオンデマンド配信も増えていることなど、シネマコンプレックスの経営は年々厳しくなっていった。また、後述する競合他社との差別化のための設備投資の結果、1998年頃は平均座席占有率が10.2%で経営が成り立っていたものが、2004年には14.7%まで上昇していった。結果的に、興行収入からの営業利益は4.3%しか得られていない。従来館を含めると2006年には3000スクリーンを突破しているが、3000スクリーンの経営を成立させるには1億8千万人の映画人口が必要との試算もある。このため、入場者の安定確保と共に飲食物など売店収入の増加などが鍵になるとされた。
各地の状況

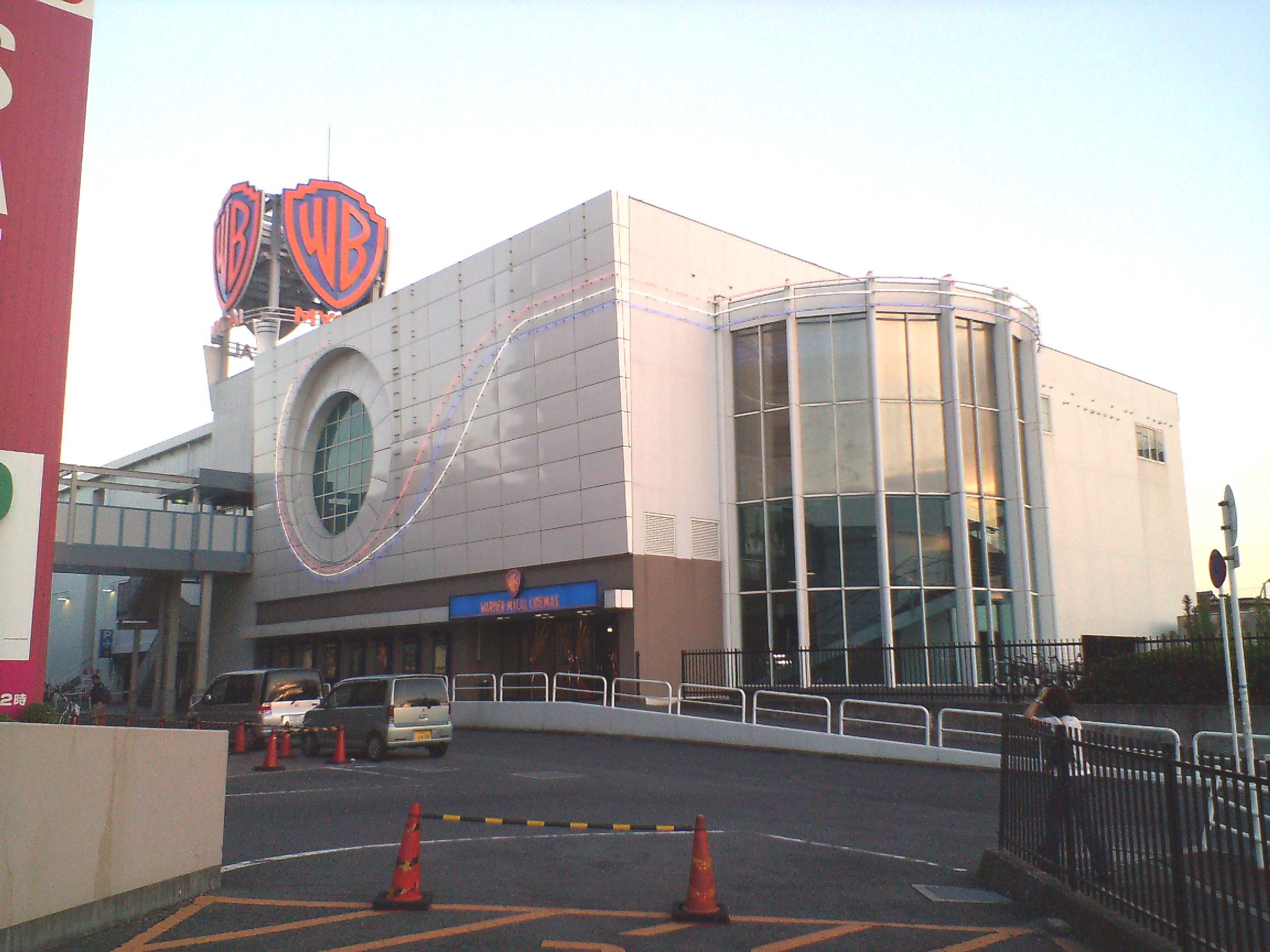
閉館した「ワーナー・マイカル・シネマズ東岸和田」
（2007年7月23日撮影）

シネマコンプレックスの同士での競合商圏内での出店が増えたため、再編、閉館などの動きが見られるようになった。
大阪府高槻市
ジョイプラザ運営の高槻シネマルート170（2000年7月21日開館）とTOHOシネマズ運営のTOHOシネマズ高槻（2004年2月21日開館）の2サイトが、約2km程度の距離に存在した。2007年6月28日にTOHOシネマズ高槻が閉館し、営業譲渡されたジョイプラザが同一施設で同年6月30日から高槻ロコ9シネマ（現高槻アレックスシネマ）として運営している。また、同日に高槻シネマルート170は閉館し、同地域のシネマコンプレックスは1館に再編された。同地域に東宝の出店予定はなかったが、買収したヴァージンシネマズの出店計画が進んでおり出店せざるを得なかった。無駄な競合を避けるため、TOHOシネマズ高槻の開館後に再編をしたとされる。
大阪府岸和田市
1993年4月29日ワーナー・マイカル・シネマズ東岸和田が開館した。さらに1999年10月1日ユナイテッド・シネマ岸和田が開館し、2サイトとなった。岸和田市は高槻市より商圏人口で劣りながらも共存していたが、ワーナー・マイカル・シネマズ東岸和田が老朽化を理由に2008年2月3日をもって閉館した。これは、国内初のシネマコンプレックスの閉館とされる。
奈良県橿原市
総人口12万5千人程度の都市でありながら、中心部の近鉄大和八木駅を中心に半径約2km圏内に橿原シネマアーク（1999年7月24日開館、5スクリーン）、MOVIX橿原（2001年6月開館、9スクリーン）、TOHOシネマズ橿原（2004年4月1日開館、9スクリーン）の3サイトが存在したが、シネマアークは2009年4月30日に閉館した。MOVIX橿原が入居するツインゲート橿原もシネマコンプレックス以外の入居店舗が大幅に入れ替わっているため苦戦を強いられ、松竹マルチプレックスシアターズは長期間に渡る家賃の削減等の交渉をディベロッパー側と行なっていたが、2014年6月4日に、同年8月31日をもって閉館することを発表した。その後2015年12月18日、MOVIX橿原の跡地にユナイテッド・シネマ橿原がオープンしている。
神奈川県海老名市
1993年4月24日にワーナー・マイカル・シネマズ海老名（現イオンシネマ海老名）が開業した9年後、2002年4月19日にヴァージンシネマズ海老名（現TOHOシネマズ海老名）が開業した。双方の映画館はわずか400mしか離れていない。しかし、この状況を逆手にとって、2002年から海老名商工会議所が中心となり、海老名プレミアム映画祭を開催し、海老名市を「シネマコンプレックス発祥の地」としてアピールした。
埼玉県熊谷市
2000年11月16日にワーナー・マイカル・シネマズ熊谷（現イオンシネマ熊谷）が開業した。従来館のシネプラザ21を運営していた鷹の羽興業は2003年9月30日に同館を閉館させ、2004年11月20日にシネマコンプレックスのシネティアラ21を開業させた。熊谷市の人口は20万人程度であるが、それぞれの立地（ワーナー・マイカルはショッピングセンター併設型、鷹の羽興業は駅前立地型）を活かし、共存した。
三重県津市
2000年12月15日にワーナー・マイカル・シネマズ津が開業。市内の従来館を相次いで閉館に追い込んだ後、2013年7月1日にイオンシネマ津と改称。その後2018年11月9日、イオンモール津南内にイオンシネマ津南が開業し、人口26万人程度の津市にイオンシネマが2サイト存在する状況となったが、イオンシネマ津が建物の賃貸借契約満了を理由に2025年6月15日をもって閉館となった。
なお、近年でも静岡県沼津市（シネマサンシャイン沼津・シネマサンシャインららぽーと沼津）や愛知県安城市（安城コロナシネマワールド・シネマワールドららぽーと安城）のように、中核市ではない市に同一会社のシネコンが2サイトある事例も発生している。
設備とサービスの変遷
シネマコンプレックス間での差別化を図るため、サービスや設備の個性化が進んだ。
コンテンツの差別化という点では、チェーンによる独占上映が行われた。2007年4月9日にユナイテッド・シネマと東急レクリエーションが独自の番組編成を目的に提携したことを発表し、『アドレナリン』など複数の作品が2社の劇場を中心に上映された。2007年12月20日にはティ・ジョイ、東急レクリエーション、ユナイテッド・シネマ、ワーナー・マイカル4社に拡大した「オープン・コラボレーション」という提携を発表し、『ナルニア国物語/第2章: カスピアン王子の角笛』などが4社で独占上映されることになった。
顧客サービス面の差別化ではTOHOシネマズの「ママズ クラブ シアター」などが挙げられる。小さな子供を持つ親を優先にした上映回を設定し、周りの観客に気兼ねなく鑑賞できるようにした。
サービス面の向上を図った結果、各地のシネマコンプレックスで導入されたサービスもある。例としてインターネット予約は各社で導入された。また、ポイントサービスはTOHOシネマズのシネマイレージをはじめ、各社とも導入を行った。一般にポイントサービスはヘビーユーザー向けの物だが、ワーナー・マイカルは「ティーポイント」と提携し、劇場であまり見ない層の集客を図っていた。しかし、2009年6月27日にこのサービスは終了した。
座席幅が広かったりサイドテーブルが付いていたりする付加価値の高い座席も導入するところも増えた。TOHOシネマズでは「プレミアスクリーン」として、1スクリーンを全て高付加価値のシートとしているほか、新宿ピカデリーではプライベートルーム型で3万円の「プラチナルーム」を設置している。他にもワーナー・マイカル・シネマズ（現イオンシネマ）の「ゴールドクラス」、109シネマズの「エグゼクティブシート」、シネマメディアージュの「スーパープレミアシート」などが挙げられる。一方で、改装時に高付加価値のスクリーンを撤去する動きもある。

### 2010年代以降
2010年代に入ると、東日本大震災（2011年3月11日）をはじめとする巨大地震や、相次ぐ大型台風の被害により数日間営業休止するサイトが目立つようになり、特に東日本大震災で被災した東北・関東地方において、2週間以上営業休止に追い込まれた劇場は40サイト以上にのぼる。また令和改元後の2020年（令和2年）に新型コロナウイルス感染症が世界的に流行し始めると、それに伴う緊急事態宣言により1ヵ月以上も営業休止するサイトが目立った。
ここでは特に半年以上再開が滞ったり、休閉館したサイトについて述べる。

#### 東日本大震災による影響

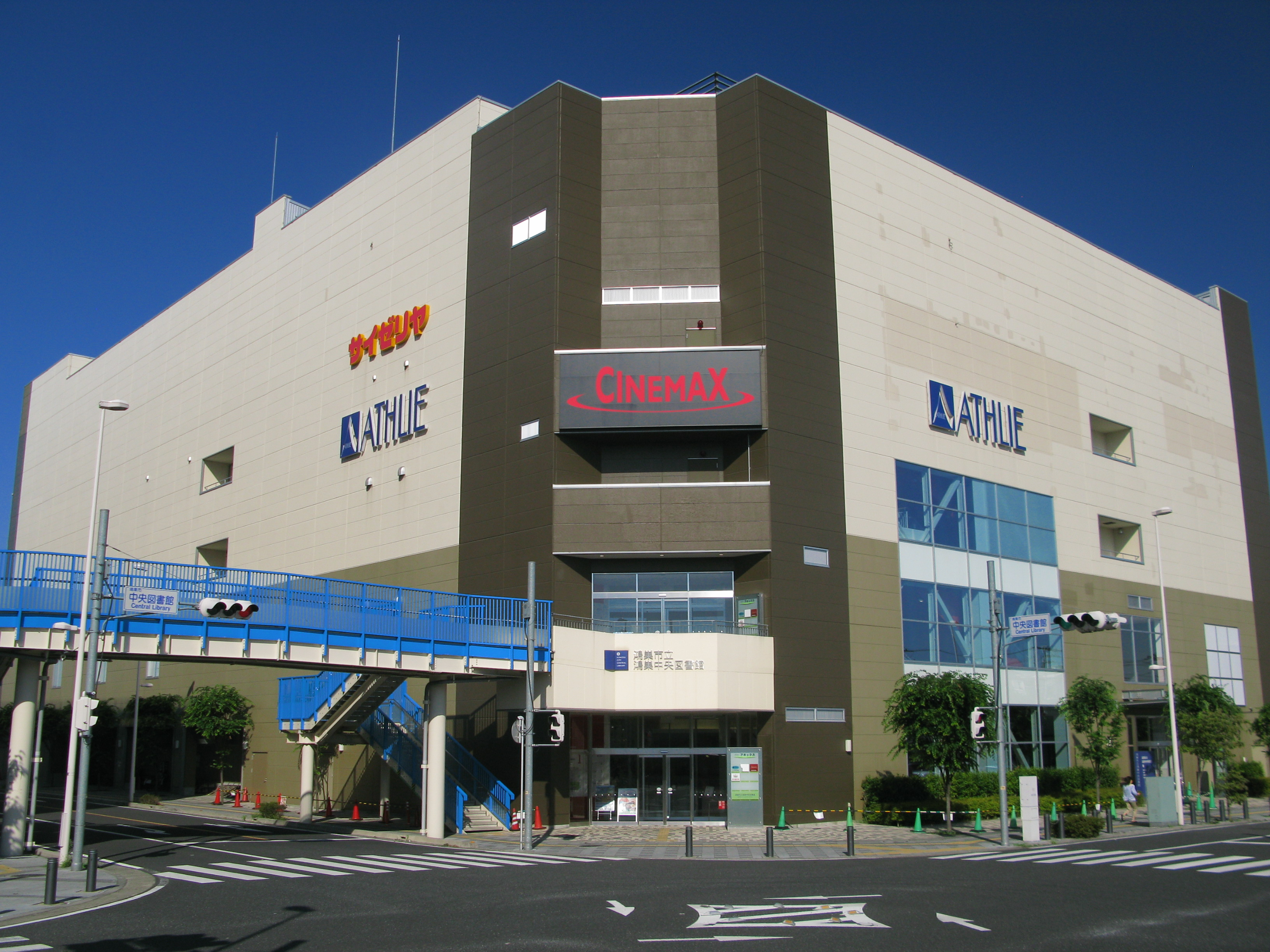
東日本大震災の影響で閉館したシネマックス鴻巣

宮城県
柴田郡大河原町のシーズンズウォークフォルテ2階にあるシアターフォルテが東日本大震災の被害で休館し、復旧に時間がかかった。同施設は映画館のある2階部分の被害が特に大きくその補強工事とデジタル化に向けた工事が必要となっていた。当初は2012年3月に再開する予定であったが、結局何年も手つかずのままとなっていた。しかし、2018年になってようやく進展し、シアターフォルテ跡地にユナイテッド・シネマが入居することが発表され、同年7月4日、ユナイテッド・シネマ フォルテ宮城大河原として再開館した。
また、仙台市泉区の泉コロナシネマワールドは被害が大きく2011年10月に閉館が決定。2007年11月のオープンからわずか4年で撤退となった。建物は再開発され、跡地はユニクロ仙台泉店となっている。仙台市宮城野区の仙台コロナワールドは2011年9月に瓦礫の撤去作業までは終了し、併設のホテルやアミューズメント施設は相次いで再開したが、その後の改装や同市中心部にオープンしたTOHOシネマズ仙台の台頭などもあってか、シネコン自体は再開の目途が立たず事実上の閉鎖状態となっている。
埼玉県鴻巣市
エルミこうのす内にあったシネマックス鴻巣が東日本大震災の影響で閉館した。このショッピングセンターはディベロッパーが破綻したため、地権者が中心となる鴻巣駅東口A地区市街地再開発組合の手によって2008年5月23日に開業させたもの。しかし、劇場は出店予定のワーナー・マイカルが親会社の意向で撤退したため、千葉興行が2009年7月15日に開館させた経緯がある。再開発組合では被害復旧費用の目処が立たず売却を計画したため、賃貸借契約の継続が困難になり2011年12月15日に閉館が発表された。その後、劇場は鴻巣市所有となり、ティ・ジョイが運営する、市民ホール併設のこうのすシネマとして2013年7月5日に再開館し、現在に至る。
千葉県印西市
日活が経営し、東京テアトルに運営を委託していたシネリーブル千葉ニュータウンも東日本大震災で大規模な被害を受け、復旧に時間がかかった劇場の1つである。東京テアトルは復旧に多くのコストが掛かるとして運営再開を断念したため、日活は運営委託先をシネマックスなどを展開する千葉興行に変更した。座席を撤去した上で足場を組んで天井を復旧するなどの修復作業を行い、音響面や上映設備のデジタル化などの変更なども加えられた。名称もシネマックス千葉ニュータウンと変更し、下層階にあった6スクリーンは2011年7月9日に、上層階にあった4スクリーンは同年11月26日にそれぞれ営業を再開した。その後2015年に名称をUSシネマ千葉ニュータウンと改め現在に至る。

#### 熊本地震による影響
2016年4月に熊本県を中心に発生した熊本地震では、同県熊本市中央区のグランパレッタ熊本内にあるシネプレックス熊本が「ユナイテッド・シネマ熊本」と改称して2016年11月23日に再開館。同市南区のゆめタウンはません内にある「TOHOシネマズはません」が2017年3月16日に、同県上益城郡嘉島町のイオンモール熊本内にある「イオンシネマ熊本」が同月24日に営業再開と、復旧に半年以上の時間がかかった。その後ユナイテッド・シネマ熊本はグランパレッタを含む周辺施設の再開発に伴い2025年3月30日をもって閉館。TOHOシネマズはませんとイオンシネマ熊本は営業を継続している。

#### 令和5年台風第7号による影響

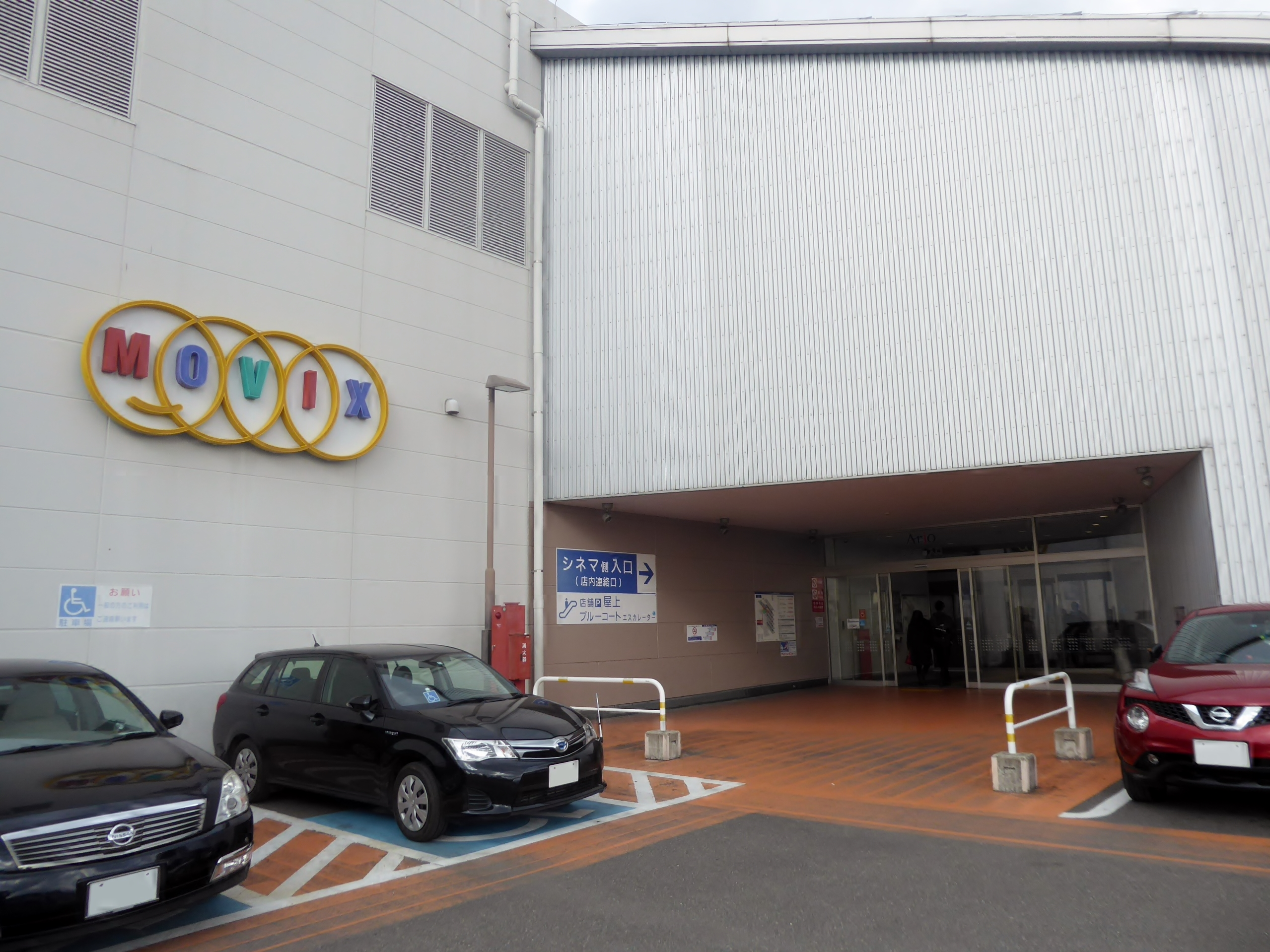
MOVIX八尾（2019年1月撮影）

2023年8月に発生した令和5年台風第7号の被害により、大阪府八尾市のアリオ八尾内にあるMOVIX八尾が休館し、復旧に時間がかかった。同施設では屋根の一部が剥がれ、MOVIXの場内まで漏水の被害が発生。イトーヨーカドーをはじめとするテナントの多くが徐々に営業を再開した一方、MOVIX八尾は時間をかけて3面ライブスクリーンを新設する等の大規模な改修工事を行った結果、2024年11月15日に営業を再開。1年3ヵ月ぶりに八尾市内に映画の灯がともった。

## 商圏と各地の状況

### 商圏の変化
シネマコンプレックスが国内に参入した当初は郊外の映画館が存在しない地域での設置が多かった。しかし、1997年頃から地方都市の駅前立地型が増え始め、2001年頃からは大都市ロードショー館の置き換えとしてシネマコンプレックスが設置されるようになった。
「映画館数は商圏人口に比例する」と1950年代から言われており、シネマコンプレックスも例外ではない。シネマコンプレックスが併設されることが多いショッピングセンターは、およそ20 - 30kmが商圏と言われている。シネマコンプレックス自体の商圏は、黎明期の1998年時点でそれより広い50km程度と言われていた時期もあったが、近年ではショッピングセンターより狭く、車で30分程度とすることが多くなった。また、商圏人口もかつては50万人程度必要と言われていたが、近年では40万人程度、さらには30万人にまで下げ、かつてより狭い商圏での開発が行われている。
シネマコンプレックスの売り上げは、ショッピングセンターの売り上げの5%程度であり、集客力もあることから、ショッピングセンターでは破格のテナント料で誘致されてきた。例えば、ヴァージンシネマズ南大沢（現TOHOシネマズ南大沢）は20年の定期借家契約を結ぶ代わりに賃料は相場の80%程度となっている。中にはデベロッパーが自ら経営に乗り出し、経営を大手シネマコンプレックスに委託する例も出てきた。日本国外でも同様にショッピングセンターの核となっている場合が多く、コロナ禍の発生直後はイギリスのフィナンシャル・タイムズが「（感染症の影響による）映画産業の危機がショッピングモールの運営資金問題を悪化させている」と報じたり、韓国のハンギョレ新聞も「シネマコンプレックスなどの映画館が閉館した場合、入居していたショッピングモールに及ぼす影響は少なくない（要約）」と報じるなど、世界的に集客の核となっている。
2009年以降になると、シネマコンプレックスの新規開業も1桁台が続いており、落ち着きを見せている。

#### 空白地帯
多くの県は県庁所在地にシネマコンプレックスが存在するが、以下の通り書類上を含め県庁所在地に存在しない、または逆に県庁所在地しか存在しない例がある。
山梨県甲府市
甲府市は、中心部に甲府武蔵野シネマ5、市内甲府バイパス沿いにグランパーク東宝8が存在したが、2011年3月にどちらも休館または閉館したことでシネマコンプレックスが消滅した（グランパーク東宝8は昭和町にあるTOHOシネマズ甲府へ事実上移転）。また、甲府市は従来型の映画館も相次いで閉館し、唯一営業を続けていたシアターセントラルBe館も2023年12月14日に休館したが、2025年5月2日に営業を再開したため、同市内の映画館消滅は回避された。
山梨県全体を見てもシネマコンプレックスは先述のTOHOシネマズ甲府のみで、それ以外は休日のみ上映を行う非常設型かつ子供向け映画を中心に上映する映画館の塩山シネマが甲州市にあるのみとなっており、常設型の映画館に関してもTOHOシネマズ甲府とシアターセントラルBe館のみとなっている。但し元からシネマコンプレックスや映画館が少なかったわけではなく、むしろ2001年頃の甲府市は人口に対するスクリーン数の多さは市町村単位で全国1、2を争うとまで言われていた。しかし甲府市街地空洞化に加えオーバーストアによる過当競争が指摘され、さらにやまなし映画祭の負担などでシネマコンプレックスや映画館が疲弊してしまい、結果ドミノ倒しのように閉館や休館が相次いでしまった。
この状況に山梨県出身の映画監督である成島出が映画館の存続を訴えたほか、地元マスメディアの山梨放送も映画館復活に向けたイベントを開催している。甲府市も空白化対応に動いており、岡島百貨店跡地に建設予定の複合施設にシネマコンプレックスを誘致する計画がある。
鳥取県鳥取市
鳥取市は、従来型映画館の鳥取シネマ（2スクリーン）が存在するものの、同館は話題作が上映されていない、されても1ヶ月以上経ってからということがあり、市の目安箱「市政提案箱」にシネマコンプレックスの誘致を願う意見が投書されたこともあった。
その後は先述の甲府市と同様の対応に動いており、鳥取駅周辺の再開発地区にシネコンを誘致する計画が報じられている。
県内には他にも映画館はあるが、湯梨浜町のジグシアターが1スクリーン（ミニシアター）、倉吉市のシネマエポックが3スクリーン、日吉津村のMOVIX日吉津（県内唯一のシネマコンプレックス）が6スクリーンであり、いずれも規模が小さい。
山口県山口市
山口市は、かつて山口スカラ座が存在したが、同館はわずか4スクリーンしかなく、前述の通商産業省の定義にも日本映画製作者連盟の定義にも満たしていなかった。同館は近隣のシネマコンプレックスやDVDレンタル店に押され2012年11月1日に閉館。なお、隣接する防府市にイオンシネマ防府がある。
奈良県奈良市
奈良県奈良市はシネマコンプレックスが存在しない県庁所在地として扱われることがある。同市にはイオンシネマ高の原が所在し、税金も同市に納めてはいるが、同館が入居するイオンモール高の原が京都府木津川市との県境に所在することなどから興行場法の営業許可を同府へ申請しており、書類上では奈良市にシネマコンプレックスが存在せず、木津川市に所在することとなっている。なお、かつては市街地にシネマデプト友楽が存在したが、近隣のシネマコンプレックスとの競合や運営会社の社長が病気を患ったこともあって2010年1月31日に閉館した。
県庁所在地しか存在しない例
高知県は高知市（TOHOシネマズ高知）、宮崎県は宮崎市（セントラルシネマ宮崎・ワンダーアティックシネマ）以外にシネマコンプレックスが存在しない。

### 近年の状況

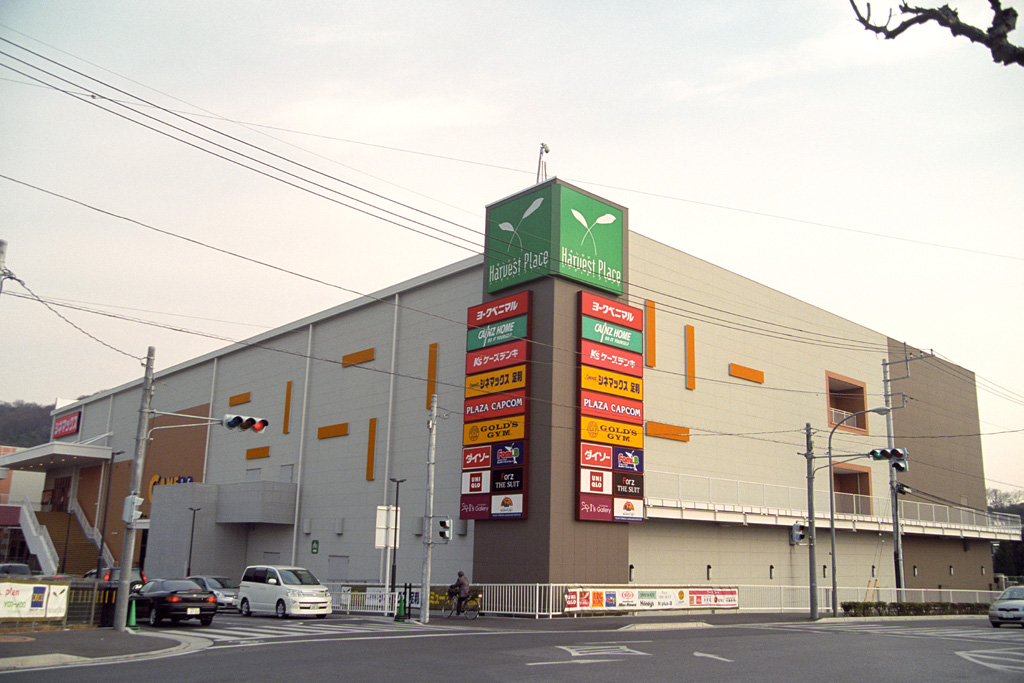
シネマックスが入居していた頃のあしかがハーヴェストプレース（現：アシコタウンあしかが、2009年2月撮影）

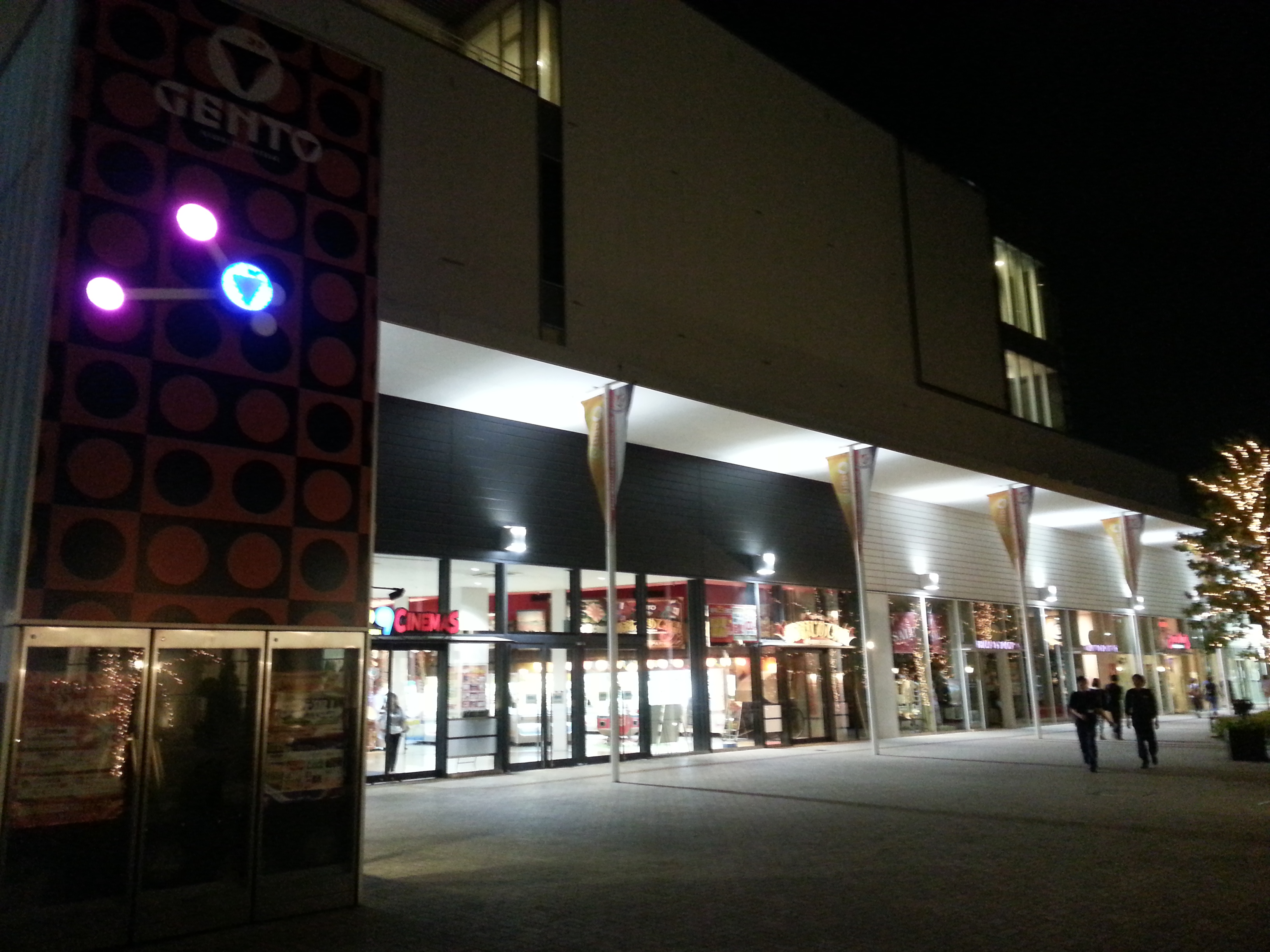
109シネマズMM横浜があったGENTO YOKOHAMA

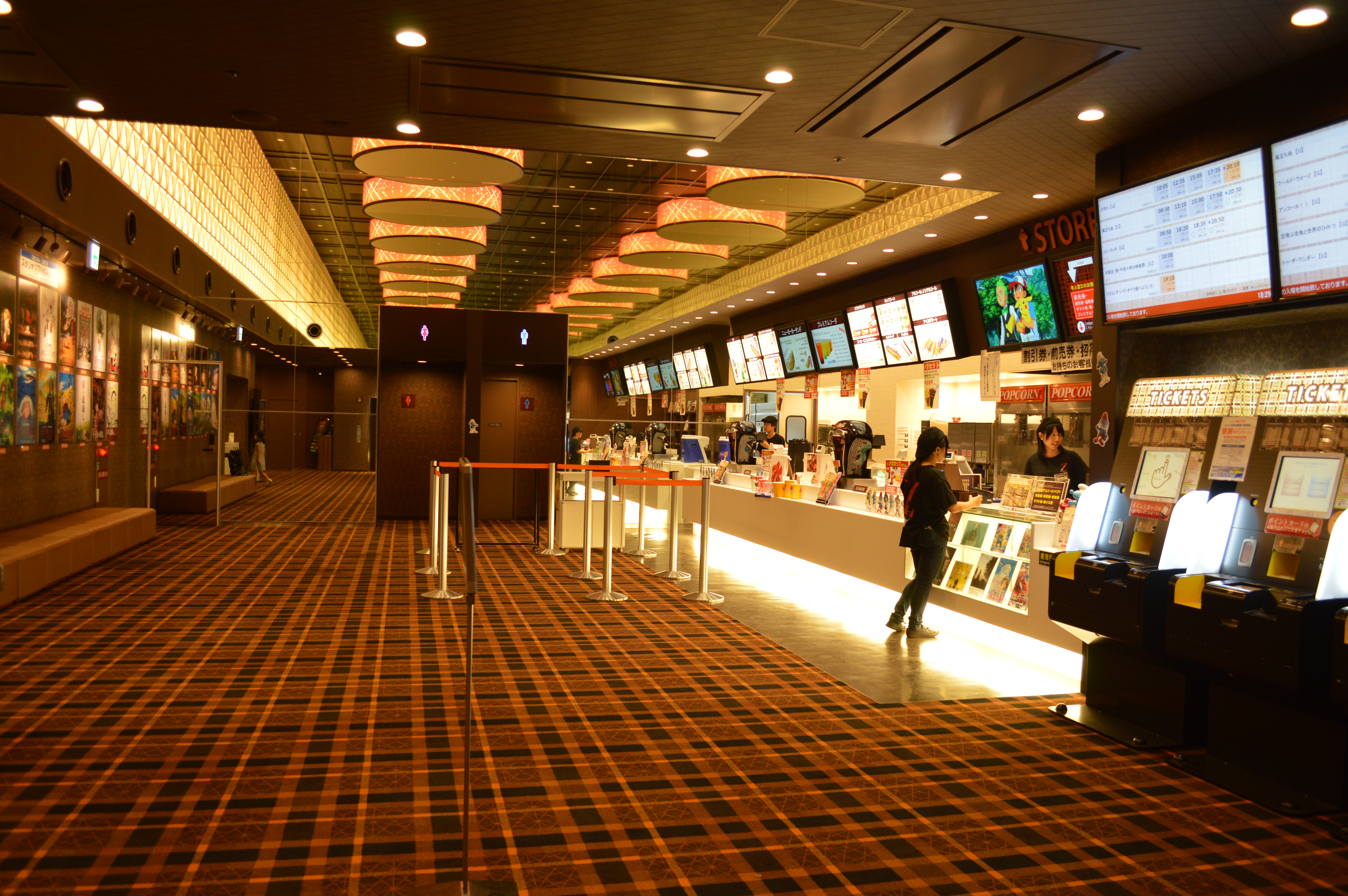
天文館シネマパラダイスのロビー（2013年8月撮影）

近年は新たな出店が落ち着いてきたが、不採算サイトの撤退が見られている。また、地域活性化のための出店など新たな動きもある。
青森県青森市
2001年3月1日、青森県内としては今世紀初の新規開業映画館となる青森コロナシネマワールドが複合型アミューズメント施設「青森コロナワールド」内にオープン。以後20年間にわたり営業していたが、建物の賃貸借契約の都合で2021年8月29日に閉館。同業他社が映画館を引き継ぐ話も浮上したが、所有者と話がまとまらず、結果市内で上映されない映画が出るなどの影響が出ていた。その後、イオンエンターテイメントが青森コロナワールド跡に「イオンシネマ新青森」の出店を発表し、2024年3月20日に開業。青森市内に約2年半ぶりにシネマコンプレックスが復活した。
栃木県足利市
2007年12月22日、足利市内活性化の原動力となるよう期待されつつ、あしかがハーヴェストプレース内にシネマックス足利が開館した。しかし、わずか1年3ヶ月後の2009年2月27日に閉館した。同市内に競合となるようなシネマコンプレックスは存在しなかったが、広域的に見ると佐野市に1サイト、後述の群馬県太田市に2サイト存在しており、地域間での集客競争が激化していた。結果、想定の半数程度しか動員が伸びず、業績不振に至ったとされる。その後、地元からの要請もあり、2016年3月1日にアシコタウンあしかが（ハーヴェストプレースから名称変更）のシネマックス跡地にユナイテッド・シネマが開業した。
群馬県太田市
2012年3月31日に太田コロナシネマワールドが閉館している。同劇場は2003年12月3日に後発のイオンシネマ太田が開館して以降、動員数が減少しており閉館に至った。コロナでは立て続けに4サイトの閉館・休館を決めており、経営的に抜本的な見直しを図っているとされる。また、残ったイオンシネマも商圏としては伊勢崎市や埼玉県羽生市と競合しているとされ、地域間での集客競争が激化している。
千葉県茂原市
外房にあるシネマサンシャイン茂原は1997年7月12日に開館し、直接の競合となるシネマコンプレックスはない状態であった。しかし、15年の賃貸借契約が満了タイミングで契約を終了し、2012年9月2日に閉館。これにより茂原市内から映画館が全て姿を消した。契約を延長し今後も営業を続けるためにはデジタル化をする必要に迫られたが、VPFを活用したとしても設備導入や継続的な運営に一定の投資が必要となる。この地域ではデジタル化の投資回収が難しいと見られ、閉館するに至った。
神奈川県横浜市
みなとみらい地区は集客力のある地域だが、1999年にワーナー・マイカル・シネマズみなとみらい（現イオンシネマみなとみらい）が開業して以降、2004年には暫定商業施設（10年程度の運営を予定）のGENTO YOKOHAMA内に109シネマズMM横浜、2010年には桜木町駅前の複合商業ビル・TOCみなとみらい（現ヒューリックみなとみらい）内に横浜ブルク13がオープンしている。また、建設計画自体が中止となったが2011年に開業を目指していたセガの複合アミューズメント施設にもシネマコンプレックスを導入する計画があった。狭い商圏内に乱立したため、周辺に存在する比較的設備の古い劇場には影響が出ている。相鉄ムービルは2005年に閉館が検討されたが、109シネマズを運営する東急レクリエーションが継承し回避された。一方、MOVIX本牧は商圏の競合により2011年1月16日を以って閉館となっている。なお、109シネマズMM横浜も2015年1月25日に閉館しているが、こちらは商圏の競合が原因ではなく、前述の通り当初より設定されていたGENTO YOKOHAMAの土地借用期間満了に伴う完全閉鎖のためである。
神奈川県大和市
2000年11月9日、つきみ野サティ（現「イオンつきみ野店」）開業と同時にワーナー・マイカル・シネマズつきみ野（後に「イオンシネマつきみ野」に改称）が開館したが2018年2月28日に閉館、商圏の競合ではなくイオンつきみ野店の建て替えの為に閉館した。その後、西隣りの座間市のイオンモール座間内にイオンシネマが移転オープンした。
なお、イオンシネマでは後に類似の事例が発生しており、石川県野々市市において1998年3月14日に御経塚サティ（後に「イオン御経塚店」に改称）開業と同時に開館したワーナー・マイカル・シネマズ御経塚（後に「イオンシネマ御経塚」に改称）がイオン御経塚店の閉店に伴い2021年5月31日に閉館し、西隣りの白山市に2021年7月19日に開業したイオンモール白山内にイオンシネマ白山として事実上移転オープンしている。
静岡県富士市
富士地区にある富士ショッピングセンターパピー内の富士シネ・プレーゴは1998年に開館し、直接の競合となるシネマコンプレックスはない状態であった。入居する商業施設自体が2008年5月31日に閉店した後も営業を続けていたが、建物の老朽化による耐震性の問題が浮上し、2010年4月16日に閉館した。その後、北隣りの富士宮市にイオンモール富士宮がオープンし、イオンシネマが併設された。
鹿児島県鹿児島市
衰退しつつある天文館の活性化を図るために、2006年10月11日までに閉館した従来館の代わりとなるコア施設として、商店街が中心となりシネマコンプレックスが計画された。近隣には鹿児島ミッテ10（ティ・ジョイと有楽興行との共同運営）、TOHOシネマズ与次郎もあり、計画段階から地元では需要に対して疑問の声や映画館以外を要望する声もあった。また、国の補助金が事業仕分けの対象となったことから計画を縮小したが、総事業費約16億円、6億円を国や市からの補助金とし建設が進められた。当初は興行会社への業務委託が検討されたが、最終的には株式会社天文館が自主運営し、日映と業務支援契約、TOHOシネマズと番組編成契約を結ぶ形とした。
2012年5月3日に天文館シネマパラダイスが開館。開館後の動員は低迷しており、目標の4分の1程度にとどまっていたが、ウォルト・ディズニー・ジャパン配給作品を皮切りに大作映画を相次いで上映するようになってからは、観客もかなり持ち直すようにはなっている。

## 各社シネマコンプレックス
ここでは、原則スクリーンが5つ以上あるものをシネマコンプレックスと見做す。

### 映画会社・大手興行会社系列
ディノスシネマとオーエスは大手ではないが、大手の映画会社や興行会社が出資しているためこちらに記載。
| 運営会社                       | ブランド                                                                      | 備考                            |
| ------------------------------ | ----------------------------------------------------------------------------- | ------------------------------- |
| イオンエンターテイメント       | イオンシネマ                                                                  | イオングループ イオン子会社     |
| TOHOシネマズ                   | TOHOシネマズ 札幌シネマフロンティア                                           | 阪急阪神東宝グループ 東宝子会社 |
| ローソン・ユナイテッドシネマ   | ユナイテッド・シネマ ローソン・ユナイテッドシネマ シネプレックス              | ローソン・三菱商事傘下          |
| 松竹マルチプレックスシアターズ | MOVIX ピカデリー                                                              | 松竹子会社                      |
| 東急レクリエーション           | 109シネマズ ムービル                                                          | 東急グループ 東急子会社         |
| ティ・ジョイ                   | T・ジョイ 新宿バルト9 横浜ブルク13 広島バルト11 鹿児島ミッテ10 こうのすシネマ | 東映子会社                      |
| コロナワールド                 | シネマワールド                                                                |                                 |
| 佐々木興業                     | シネマサンシャイン                                                            |                                 |
| ディノスシネマ                 | ディノスシネマズ                                                              | 佐々木興業子会社                |
| オーエス                       | OSシネマズ                                                                    | 阪急阪神東宝グループ 東宝出資   |

### 中堅興行会社系列
3サイト以上運営している会社。
| 運営会社                                              | ブランド                                                  | 備考           |
| ----------------------------------------------------- | --------------------------------------------------------- | -------------- |
| フォーラム運営委員会 （フォーラムシネマネットワーク） | フォーラム                                                |                |
| USシネマ                                              |                                                           |                |
| ヒューマックスシネマ                                  | HUMAXシネマズ                                             |                |
| アレックスシネマ                                      | アレックスシネマ                                          | [ 注釈 23 ]    |
| オー・エンターテイメント                              | ジストシネマ                                              | オークワ子会社 |
| セントラル観光                                        | セントラルシネマ ワンダーアティックシネマ                 |                |
| ザ・テラスホテルズ                                    | ミハマ7プレックス シネマQ サザンプレックス シネマライカム | 國場組子会社   |

### その他
| 運営会社                       | ブランド                                  | 備考                                                |
| ------------------------------ | ----------------------------------------- | --------------------------------------------------- |
| 太陽グループ                   | シネマ太陽                                |                                                     |
| シネマセンター                 | シネマヴィレッジ8・イオン柏               |                                                     |
| 台町ティー・エム・シー         | シネマ・リオーネ古川                      | 東急レクリエーションと提携                          |
| ムービーオン                   | MOVIE ON やまがた                         |                                                     |
| 秋田シネマ＆エンターテイメント | AL☆VEシアター                             | 東急レクリエーションと提携                          |
| 名画座                         | ポレポレシネマズいわき小名浜              | TOHOシネマズと提携                                  |
| 銀星座                         | シネマロブレ5 シネマハーヴェストウォーク  |                                                     |
| イウォレ京成                   | 京成ローザ10イースト 京成ローザ10ウエスト | 京成グループ                                        |
| イクスピアリ                   | シネマイクスピアリ                        | 京成グループ AMCの居抜き                            |
| パシフィカ・モールズ           | 旭サンモールシネマ                        |                                                     |
| 鷹の羽興業                     | シネティアラ21                            |                                                     |
| シネマシティ                   | シネマ・ワン シネマ・ツー                 |                                                     |
| チネチッタ                     |                                           |                                                     |
| 金子興業                       | JMAX THEATER                              |                                                     |
| 中谷商事                       | 長野グランドシネマズ                      |                                                     |
| 井上                           | アイシティシネマ                          |                                                     |
| 北原                           | シネマライツ8                             |                                                     |
| 岡谷スカラ座                   |                                           |                                                     |
| 東部事業                       | ジョイランドみしま                        |                                                     |
| 静活                           | シネシティ・ザート シネプラザサントムーン |                                                     |
| 日映                           | 静岡東宝会館 藤枝シネ・プレーゴ           |                                                     |
| きんえい                       | あべのアポロシネマ                        | 近鉄グループ                                        |
| アースシネマズ                 | アースシネマズ姫路                        |                                                     |
| フューレック                   | 福山エーガル8シネマズ                     |                                                     |
| 毎日興業                       | シネマ・スクエア7                         |                                                     |
| スバル興業                     | シネマボックス太陽                        | 同名の東宝子会社及び 前述の太陽グループとは無関係。 |
| 天文館                         | 天文館シネマパラダイス                    | 日映、TOHOシネマズと提携                            |

### 共同事業
一部のシネマコンプレックスは以下のように複数同業者共同運営、及び他社との共同運営によるものがある。
| ブランド | 経営主体                       | 共同運営会社                                                  | 備考        |
| --- | ------------------------------ | ------------------------------------------------------------- | ----------- |
| T・ジョイ稚内 | 最北シネマ                     | ティ・ジョイ                                                  | [ 注釈 25 ] |
| 札幌シネマフロンティア | TOHOシネマズ                   | 松竹マルチプレックスシアターズ ティ・ジョイ                   |             |
| ユナイテッド・シネマ アシコタウンあしかが ユナイテッド・シネマ ウニクス秩父 ユナイテッド・シネマ ウニクス上里 ユナイテッド・シネマ ウニクス南古谷 | ローソン・ユナイテッドシネマ   | ピーアンドディコンサルティング                                | [ 注釈 26 ] |
| こうのすシネマ | ティ・ジョイ                   | 鴻巣市                                                        | [ 注釈 27 ] |
| T・ジョイエミテラス所沢 | ティ・ジョイ                   | 松竹マルチプレックスシアターズ 西武リアルティソリューションズ |             |
| T・ジョイSEIBU大泉 | ティ・ジョイ                   | 西武リアルティソリューションズ                                | [ 注釈 28 ] |
| T・ジョイPRINCE品川 | ティ・ジョイ                   | 西武リアルティソリューションズ                                | [ 注釈 29 ] |
| 新宿バルト9 広島バルト11 | ティ・ジョイ                   | TOHOシネマズ                                                  |             |
| 横浜ブルク13 | ティ・ジョイ                   | 東急レクリエーション 松竹マルチプレックスシアターズ           |             |
| ミッドランドスクエア シネマ ミッドランドスクエア シネマ2                                                                                          | 中日本興業                     | 松竹マルチプレックスシアターズ                                |             |
| 大阪ステーションシティシネマ | 松竹マルチプレックスシアターズ | TOHOシネマズ ティ・ジョイ                                     |             |
| なんばパークスシネマ | 松竹マルチプレックスシアターズ | ティ・ジョイ                                                  |             |
| TOHOシネマズ西宮OS | TOHOシネマズ                   | オーエス                                                      |             |
| ユナイテッド・シネマ フジグラン今治 | ローソン・ユナイテッド・シネマ | フジ                                                          | [ 注釈 30 ] |
| 鹿児島ミッテ10 | ティ・ジョイ                   | 有楽興行                                                      |             |